# ウルトラマンレオ
『ウルトラマンレオ』は、1974年（昭和49年）4月12日から1975年（昭和50年）3月28日までTBS系で毎週金曜19:00 - 19:30に全51話が放送された円谷プロダクション・TBS製作の特撮テレビドラマと、その劇中に登場する巨大変身ヒーローの名前である。ウルトラシリーズ第7作であり、第2期ウルトラシリーズの最終作にあたる。

## 作品としてのウルトラマンレオ

### 内容
本作品もそれまでのウルトラシリーズと基本的には同じフォーマットを踏襲したドラマの制作がなされているが、その作風は大きな変化を遂げている。
ドラマのレベルを『ウルトラマンタロウ』よりも上げるため、企画書には「骨肉相食む人間ドラマ!!!」の方針が明記され、第39話までのシナリオの表紙には「生きる厳しさと哀しさを鮮烈に謳う」のキャッチコピーが掲げられた。これらのコンセプトに則り、主人公・おゝとり（おおとり）ゲンが強敵や周囲の人間たちとの軋轢によって過酷な状況に追い込まれて苦悩し、成長していくストーリーとなった。そのための特色として、ゲン＝ウルトラマンレオがそれまでのウルトラ兄弟のようにM78星雲光の国（ウルトラの国）出身ではなく、別の星系にあった故郷（獅子座L77星）を失った宇宙人と設定されている。レオの活動時間が2分40秒となり、格闘シーンが短縮された分、孤独ながらも道を切り開くヒーロー像の確立と企画意図であったヒーローの神秘性の回復のため、相克の人間ドラマに充てられることとなった。作風の変化には『ノストラダムスの大予言』『日本沈没』などの流行による終末ブームの影響もあるとされる。また、円谷英明は、著書『ウルトラマンが泣いている』の中で、「ネーミングからして手塚治虫の『ジャングル大帝』のレオの影響は否めなかった」「『ウルトラセブン』の指導を受け、ウルトラマンレオが過酷な訓練を経て成長するストーリーは、『巨人の星』『あしたのジョー』などのスポーツ根性ものにインスパイアされていた」とコメントしている。
後述の影響もあり、前作『ウルトラマンタロウ』の後半以上に光学合成や火薬効果に制限が求められたため、当時の空手・カンフー映画ブームを受け、レオはそれまでのウルトラマンに比べて光線技を多用せず格闘技を用いて戦うスタイルが強調され、コストダウンのために特撮からアクションに番組の見せ場を移行し、等身大の宇宙人を登場させて本編班の比重を大きくし、怪獣の特撮的な描写や光線技などを減らしてアクションを主体としたことから、師弟関係の構図などスポ根ドラマやアクション要素を全面に押し出した作風となっている。そして、変身できなくなったウルトラセブン＝モロボシ・ダンが、地球防衛部隊の隊長でありながら主人公の正体を知っており指導する役を担い、それを取り巻く民間人が中心になってドラマを進めるスタイルが採られている。また、メインターゲット視聴者の子供たちの視点に立つ人物として梅田トオル・カオル兄妹が登場し、もう一方の主人公と言える立場で後半のドラマを担っていくことになる。
企画段階では、「A（エース）」「T（タロウ）」に続くアルファベット1文字のタイトル表記を受け継ぐ案があり、1974年早々に作られた企画案などのいくつかの資料では「ウルトラマンL（レオ）」と表記されていた。
放送開始については当初、1974年4月5日から放送を予定していたが、『ウルトラマンタロウ』の放送期間が1週間延長されたために同年4月12日から放送開始となった。この理由には、「『レオ』の製作が遅れたために『タロウ』を1話撮り増した」「4月から放送開始する他の特撮ヒーロー番組と競合する編成を避けるためだった」という2つの説が存在する。

### 基本設定
レオは故郷・獅子座L77星をマグマ星人によって全滅させられて地球に移住し、地球人・おゝとりゲンの姿となって城南スポーツセンターの指導員として生活。第1話ではL77星崩壊から地球時間で1か月後であることがゲンによって語られている。
一方、ウルトラセブンはウルトラマンタロウの後を受けて再び地球防衛の任務に就き、モロボシ・ダンとして宇宙パトロール隊MAC（）の隊長を務めていた。
マグマ星人は双子怪獣ブラックギラスやレッドギラスを率いて、地球にも侵略の魔手を伸ばす。この戦いで右脚が不自由となったうえ、セブンへの変身能力を失ったダンに代わってゲン=レオは第二の故郷・地球を守ることを決意し、MACに入隊。戦士として未熟な彼はダンの特訓を受けながら、異星人や怪獣たちと戦う。

### 制作状況
企画当初、MAC（宇宙パトロール隊）の隊長は地球人・川上鉄太郎であり、ゲンの正体を知って鍛錬・協力する設定であった。川上役には森次晃嗣を起用する予定だったが、森次がウルトラシリーズでダン以外の役を演じることに異を唱えて出演を逡巡。制作側は隊長をダンに変更して再度オファーを行って了承を得たが、第1話でダン（ウルトラセブン）が負傷してセブンへの変身能力を失う設定が加わった。
第16話までの本作品のハードな展開は、制作サイドのイメージよりも「ウルトラ」の視聴者層が低年齢化していたこともあり、『ウルトラマンタロウ』の明るい作風からの落差もあって低年齢層の視聴者の反応が芳しくなく、1クール目の視聴率は14.1%という、当時としては低い結果となった。これに対し、第17話からは序盤の特色であった過酷な特訓描写は徐々に抑えられるようになり、前作までと同様の「怪奇シリーズ」や「民話シリーズ」を導入し、『ウルトラマンタロウ』同様のコメディ調の話も混ざるようになる。
視聴率の低迷に加えて当時のオイルショックによる物価高騰などが制作体制を直撃し、番組は制作費の緊縮を余儀なくされてしまう。ギャラの節約を狙ったレギュラーの削減や、毎回の怪獣着ぐるみの製造費・防衛チーム基地のセット維持費などのカットが断行された結果、番組はホームドラマ志向に近い大幅な路線変更を強いられることになった。
当時、同人サークル「怪獣倶楽部」に所属していた原口智生は、自身は参加していないが怪獣倶楽部のメンバーが円谷プロダクションプロデューサーの熊谷健に呼ばれ、「カプセル怪獣」や「円盤生物」などの強化案を提案したと証言している。
最終（第4）クールはウルトラファミリーが大円盤に乗ってウルトラの国を巻き込んだ宇宙戦争を戦い抜く姿を描くという案もあり、第38・39話はその名残である。この案は後に『ザ☆ウルトラマン』に引き継がれている。
こうした状況が「努力が実り始めると特訓の必要もなくなり、ダンから独り立ちし始める」というゲンの激動の成長ドラマとして機能。最終的には当初のテーマに沿う内容として結実したが、年間平均視聴率は10.9%にとどまった。
本作品をもって第2期ウルトラシリーズは終了となるが、メインライターの田口成光は本作品が『ウルトラマンタロウ』の視聴率を越えられないことは予想できており、当初からシリーズに区切りを付けることが決まっていたと証言。『毎日新聞』の1975年3月13日付の夕刊で「さよならウルトラマン」と題し、本作と第2期ウルトラシリーズ終了を報じた。

## ウルトラマンレオ
上述通り、ウルトラ兄弟と異なってM78星雲光の国ではなく獅子座L77星の出身である。L77星壊滅時、生き別れになった弟のアストラや、ペットのロンがいる。
物語開始から1か月前に故郷をマグマ星人に滅ぼされたため、故郷と瓜二つの地球にやって来て地球人おゝとりゲンとして城南スポーツセンターで働きながら生活しており、いわば宇宙の難民である。そのため、故郷や一族を失った悲しみを劇中で見せることもあった。
故郷を滅ぼされたエピソードについては、実業之日本社のこどもポケット百科『ウルトラマンvs怪獣軍団』掲載の漫画「レオの国物語」や永岡書店発行、監修・円谷プロダクション、構成・竹内博『ピコピコブックス13 輝け！ウルトラ戦士!!』等の書籍にて触れられている。
ウルトラ兄弟同様にカラータイマーを胸部に備えているが、変身後の活動時間は彼らよりも短い2分40秒である。ただし、実際にカラータイマーが点滅してピンチになる演出は少ない。第50話以降はカラータイマーの点滅音が初代ウルトラマンと同じものになった。また、巨大化しなければエネルギーの消費が抑えられるため、第26話でプレッシャーによって一寸法師のような小人にされた際や、第50話でブニョから宇宙ロープで縛られて人間大のまま変身した際は、長時間レオの姿を保っていた。
第45話でのブリザードとの戦いでは、自ら体温を上昇させている。
宇宙拳法の達人であることや、他のウルトラ戦士を遥かに凌駕する高い身体能力を生かした体術で活動時間の短さを補っている。また、ウルトラセブン＝モロボシ・ダンの課す特訓や数々の戦いを経て、次第に力強い戦士となっていった。第1話でのセブン＝ダンとの初対面時に「ウルトラマンレオ」と名乗り、第38・39話でババルウ星人の策略による地球とウルトラの星の危機をアストラとともに救ったことで、正式にウルトラ兄弟の一員に迎えられた。
光線技は初期から使用していた（初使用は第8話）が、決め技になる回は少なかった。4クールの円盤生物編では光線技が決め技になることが多くなる。
腹部のシークレットサインはL77星人が使用する文字で「レオ」を意味し、L77星人の証でもある。「元々レオは獅子座L77星の王子で、腹部の紋章・レオサインはその証である」という公式設定が存在する。ただし、本編では言及されていない。また、両腕にはめているブレスレットはL77星の王家の印とされている。本来はレオとアストラが兄弟で1つずつ所持していたのだが、L77星が爆発する直前、建物の下敷きになって死を覚悟したアストラが形見としてレオに渡したため、今はレオが2つとも持っているのだという。

### レオリング（獅子の瞳）
おゝとりゲンが、左手薬指にはめている金色の指輪。リング部本体が獅子の顔となっており、上部に赤い宝石が埋め込まれている。第51話でレオリングを外したが手放したわけではなく、『ウルトラマンメビウス』第34話に客演時には再び左手薬指にはめていた。
放送当時は獅子の瞳という名称だけだったが、後年の後付設定で「レオリング」の名称も付けられ、資料によってどちらかが本名・別名と分かれて記されている。また、「レオリングの赤い宝石が獅子の瞳」と記述している資料も存在する。
- ゲン役の真夏は撮影終了後に予備を含めて3つ貰ったというが、いずれも知人にあげたという[35]。

### 変身方法
ゲンはレオリングを使用し、空手の正拳突きに近い宇宙拳法の型を取って「レオー！」（第3・4話のみ「レオ！」）と叫びながら前に左腕を突き出すことで、レオリングの金の獅子が光り輝いて変身エネルギーが放出されてレオに変身する。ポーズは2パターンし、第1・2話、第6話、第9話のみ異なっている。
両手を封じられてポーズがとれないときは、その場で回転して変身する（第50話）。第1・2話ではポーズを取った直後にレオリングの宝石部分が白く発光していたが、第3話以降と『ウルトラマンメビウス』第34話ではレオリングの本体部分が金色に発光している。

### 能力
レオキック
レオが最も得意とする必殺技。地上1000メートルのジャンプ力を生かした落下時の衝撃に、自身のエネルギーを集中させて片足で相手を蹴る。ダイナマイト1万発分の威力があるとされる。他のウルトラ戦士のキックと異なり、足先が赤く燃え上がって敵の体を粉砕するのが特徴。もっぱら右足が光るが、時には左足や左右両足（ただし相手に当てるのは片足）が光ることもある。
初使用は第1話の対マグマ星人戦だが、この時はダメージを与えただけで決め技にはなっておらず、第8話のベキラ戦でとどめの一撃として使用。また、円盤生物編ではアブソーバとブニョの2回しか使用されなかった。
劇中では第38話でウルトラマンAに避けられた。
様々なバリエーションを存在し、劇中では以下のものを披露。
きりもみキック
第2話でギラススピンを破る方法を編み出す特訓の末に編み出した。空中できりもみ回転しながら急降下し、ギラス兄弟の頭上にキックを打ち込んで首を斬り落とした。ウルトラマンタロウのタロウスパウトに負けない威力を持つ。
レオキックスライサー
アンタレスが変身した道場破りを倒す特訓の果てに編み出された。アンタレスに両手を掴まれた状態で、頭上から迫る敵の尻尾に対して逆立ち蹴りで尻尾を斬り落とした。
レオ2段蹴り
第8話でベキラの弱点の背中を攻撃するための特訓で編み出された。ジャンプして敵の背後に回り、その向こうの山を蹴った反動で反転して背中を蹴る。
急降下キック
敵の眼前で小さくジャンプした後、その脳天を素早く蹴り付ける。先制攻撃には有効な技であり、これで機先を制すことでその後の戦闘を有利に展開できる。第5話でカネドラスにダメージを与えた。
回し蹴り
背後の敵に放つ強力なキック。周囲300メートルの敵の動きをキャッチする額のビームランプに備わるレーダー機能を生かしたもので、第29話で後方から接近してきたウリンガの攻撃より一瞬早くその顔面を蹴り飛ばした。
逆立ちキック
地上で倒立をしながら敵に接近し、その倒れる勢いのままに両足蹴りで頭部に強烈な打撃を加える。第23話でレンボラーの意表を突いて繰り出し、地面に打ち倒した。
足払い
突進してきた敵に駆け寄った後、素早く足元に倒れ込んで相手の足を引っかけて転倒させる。第28話で接近してきたキングパラダイを仰向けに倒れ込ませ、戦闘を有利に展開した。
後ろ蹴り
背後から突進してきた敵の胸部にキックを入れ、大幅に戦闘力を弱める。
ダブルキック
エネルギーで両足を赤く燃え上がらせ、敵を蹴るレオキックのバリエーション。
レオチョップ
20万tを持ち上げる腕力で、敵の弱点に強烈な手刀を打ち込む宇宙拳法の技。片手で敵の弱点を正確に狙い撃つ一撃必殺タイプと、両手で代わる代わる連打して敵の戦力を削ぐ連続攻撃タイプがある。
手刀にも様々なバリエーションがあり、劇中では以下のものを披露。
流れ斬りの技
ダンが課した「滝の水を切る」特訓の末に編み出された手刀技。両手にエネルギーを集中させ、流れるように素早く幾度も両手刀を振る。第4話でツルク星人の両腕を切断した。
ハンドスライサー（ウルトラチョップ）
空手を得意としているレオは手刀も高い破壊力を誇っており、別名としてこう呼ばれている。流れ斬りの技の発展型で、敵の触手などを切断するために使用する他、決め技として使用時の多くは空高くジャンプし、急降下しながらエネルギーを集中させた右手刀を振り下ろす。これでカネドラスやスペクター、ブラックガロンを倒した。
バックチョップ
敵に背中を向けた状態で横に振る両手刀。第6話でカーリー星人の背中の角を2つ同時に折り、それを弱点の眉間に突き刺して倒した。
クロスチョップ
ジャンプで敵に突っ込みながら、両手をクロスさせて敵の弱点に放つチョップ。第9話でギロ星獣の触角を切断した。
レオパンチ
ノースサタンの体を貫いてしまうほどの威力を誇るストレートパンチ。ババルウ星人に対しては連続で浴びせて叩きのめし、レオキックでの撃破に貢献した。
頭突き
鋭い角であるレオップを生かした頭突き攻撃。高空から敵の急所めがけて真っ逆さまに落下するタイプは、ハングラーにダメージを与えた。
レオリフト
敵を両手で頭上に抱え上げ、地面に叩きつけて弱らせる。第19話でボーズ星人を倒した。
レオスウィング（ウルトラスウィング）
怪獣や尻尾や宇宙人の足を両手で掴み、何度も振り回して遠方へ投げ飛ばす技。猛烈な回転のため、相手はなす術もなく地面に叩きつけられる。第28話でキングパラダイの尻尾をつかんで投げ飛ばした。
レオヌンチャク（ヌンチャク戦法）
引き抜いた工場の煙突を念力でヌンチャクに変えたもの。ケットル星人の槍に砕かれてしまった。
ボディブーメラン
体を空中で高速回転させ、自らをブーメランと化してケンドロスに突進し、剣輪草を破壊した大技。
背負い投げ
背後から来た敵の首を掴んで、手前に投げ飛ばして地面に叩きつける技。
飛行投げ
肩に担いだ敵を何度も横回転させて、一気に遠方へ投げ飛ばす技。
エネルギー光球
体内の破壊エネルギーを右手に集中させ、火球状の赤い光球として投げつける必殺技。レオが最初に使った光線技で、使用頻度は高めである。当初は牽制程度の威力しかなかったが、次第に決め技として使うようになった。設定ではレオの光線技の中でも一番強力な技とされる。
- 発射時の動作はスーツアクターの二家本辰巳が剛柔流の構えを参考に考案した。

スパーク光線
額のビームランプから出す破壊エネルギーを一点に集中して放射する光線。強力な閃光を伴う。第40話のシルバーブルーメ戦では決め技、第41話のブラックドーム戦と第43話のデモス戦では繋ぎ技として使用。
レオクロスビーム（レオ・クロスビーム）
両腕を広げるアクションの後に額のビームランプから放つ赤色の破壊光線。第28話での決め技。テレビ登場前の昭和49年3月に発売していた小学館の学習雑誌には、光線技をこの技しか持っていないと紹介され、他のウルトラ兄弟からは「もっと光線技を身につけるべきだ」と指摘されていた。
ビームランプ光線
額のビームランプから放つ光線。両手の拳を胸の前に合わせてから発射する。第12話でバンゴの足を撃ち、動けなくした。
タイマーショット
カラータイマーから発射する白色破壊光線。バーミン星人とアブソーバを倒した。
ウルトラショット（ジャンプ・シュート）
ジャンプして両手を合わせ、敵の頭上から撃ち込む白色光弾。第43話では決め技、第45話では繋ぎ技として使用。
ハンドビーム
左腰に当てた両手を突き出すようにして両腕のエネルギーをスパークさせ、強力な赤い光弾を素早く放つ。第45話でブリザードに止めを刺した。
ダークシューター
右手から矢印形の黒い光弾を放つ。第47話でブラックテリナを撃墜した。
シューティングビーム（レオビーム、レオビーム水平撃ち）
まっすぐに伸ばした腕の手先から出す光線。以下の3つのタイプがある。
- 重ねた両手から1本の光線を撃つ。最も多用された。サタンモアに対しては決め技として使われ、最終話では地球に急接近してきたブラックスターを破壊した。『ウルトラマンゼロ THE MOVIE 超決戦!ベリアル銀河帝国』では、カイザーベリアルが送り込んできたダークロプス軍団を攻撃する際に使用した。
- 右手から赤い光線を放つ。プレッシャーとブラックドームを倒した。
- 両手から1本ずつ（計2本）の光線を撃つ。ブラックガロンの火炎を封じた。

レッド手裏剣ビーム
右手から2連続で発射される赤色光弾。ウルフ星人を撃墜した。
グリーンビーム
両腕を広げるアクションの後に両手を開いて放射して敵の心を鎮ませる緑色のエネルギー波。キララをひるませた。
チェンジィングビームI・II（チェンジングビーム）
両手から放射する光線Iでオニオンを惑星アップルのリンゴの木に変化させ、さらにビームランプから発射する光線IIでリンゴの木の成長を促進させて実をつけさせた。
リライブ光線
両目から放つリング状の再生光線。第9話でトオルの願いを受け、死んだギロ星獣の破損した角を復元してよみがえらせた。
縮小光線
第10話でレオのペットだったロンの鼻先に当てて放射し、鎮静化させた後に元の姿に戻した。
テレポート光線
額のビームランプから出す光線。生き返らせたギロ星獣や元の姿に戻したロンを宇宙へ帰した。
レオ全身発光
熱エネルギーを全身から放射する。ババルウ星人の氷塊に閉じ込められたアストラを救出した。
レオブロー
第12話でバンゴの体内に浮力ガスを吹き込み、風船のように膨らませて宇宙まで飛ばした。
エネルギー放電
レオに変身する際に発生するエネルギーを用いて大電流を全身から放射する技。第19話でボーズ星人をひるませた。
真剣白刃取り
第5話でカネドラスのドラスカッターを空中回転しながら受け止め、投げ返した。
ハイスピン
空中で高速スピンすることで、ブラックドームの放射する泡を一気に振り払った。
風車戦法
ローランが作った風車をレオのエネルギーで巨大化させ、マグマ星人に突き刺して倒した。
水晶返し
最終話で子どもたちがブラック指令から奪った水晶玉をレオが手にし、ブラックエンドに投げつけて倒した。
レオブレスレット
第1話から両手首に嵌めているブレスレット。エネルギーをスパークさせてクサビ状の光刃レオスパークを放つ（第20話・第27話）ほか、注射器に変形する能力（第18話）もある。
ウルトラマント
ウルトラマンキングから授けられた万能武器。防御力に優れており、炎を防いだり、敵にかぶせてパワーを奪ったりする効果がある。普段はアームブレスレットに変形させて左上腕部にはめている。傘型の防御武器レオブレラに変形させてプレッシャーの念力を反射した他、鏡の扉ウルトラマントミラーを作り出し、マザラス星人の鏡の世界から脱出する際に使った。
『ウルトラ銀河伝説外伝 ウルトラマンゼロVSダークロプスゼロ』以降の作品ではこれをまとった姿でウルトラマンゼロの前に登場した。
ウルトラダブルフラッシャー
アストラと力を合わせて発射する赤色の強力破壊光線。どちらかが片膝立ちでしゃがみつつ、両腕を上に伸ばし、その両手に、背後に立った側が両掌を重ね合わせることで発射する。ガロン、リットルの兄弟怪獣やアトランタ星人を撃破し、アクマニヤ星人を元の隕石に戻した他、無数の怪獣・宇宙人の亡霊体が集結したベリュドラにも放った。初披露となった兄弟怪獣戦のみ、背後に立つレオが両手を広げた状態で、アストラから黄色の光線を発射した後、両者が手を重ねて赤色の光線を放っている。
ウルトラダブルスパーク
アストラと共に放つ物質復元光線。兄弟が向かい合って両手を組んだ後、その手を正面に向かって上下に開き、復元エネルギーを照射する。第39話でウルトラマンキングのキングスパークで真っ二つに破壊されたウルトラキーを一瞬で復元した。
ダブルキック
空中ダブルキックを放つアストラとの同時キック攻撃。ガロンとリットルには、それぞれの腹部にストレートキックを放ち、アトランタ星人に対しては、それぞれが左右の足を払って転倒させた。両者がキックを放つ前に、アクロバット的な前転を繰り出すこともあるが、そのタイミングも完璧にシンクロしている。
ダブルキック
ウルトラマンジャックと同時にキックを放つ。第34話でアシュランに使用した。
クロスアタック
ウルトラマンジャックとの合体技。皆既月食で暗くなった時を狙って、2人で1体の敵を挟んで同時に空中回転し、アシュランが標的を決められないうちに、同時にチョップを喰らわせて倒した。
レオマスクパワー
上空に顕現したレオのシンボル、獅子座のレオマスクから放たれる再生光線。第2話で一度死んだ百子を甦らせ、ギラス兄弟に沈められた黒潮島を浮かび上がらせた。また第17話では、乗り移っていたウルフ星人が倒されたために死んだ冴子からウルフ星人を消滅させて甦らせている。
テレパシー
ゲンの状態で使用する超能力を用いた精神感応。危機に陥ったダンの現状を察知した。
透視能力
ゲンの状態でエネルギーを両目から発し、宇宙人の変身を見破ったり、海底に隠れた怪獣を発見した。

#### 他作品への出演時に見せる能力
スペシウム光線
『新世紀ウルトラマン伝説』で登場ウルトラマン全員が放った光線。ウルトラ戦士はスペシウム光線を会得してからそれぞれの技に発展させているとされる。
他のキャラクターとの合同技
レオゼロキック
弟子のウルトラマンゼロと共に、2人が同時に放つ飛び蹴り。『大怪獣バトル ウルトラ銀河伝説 THE MOVIE』でのベリュドラ戦や『ウルトラ銀河伝説外伝 ウルトラマンゼロVSダークロプスゼロ』でのニセウルトラマン（SR）とニセウルトラセブン（SR）との対決で使用した。
レオゼロダブルフラッシャー
弟子のウルトラマンゼロと共に、ウルトラダブルフラッシャーと同様のポーズから放つ合体光線。『ウルトラマンゼロVSダークロプスゼロ』でニセウルトラマン（SR）とニセウルトラセブン（SR）を同時に撃破した。
必殺光線一斉発射
ウルトラ戦士が光線を一斉に発射する技。『ウルトラマンゼロ THE MOVIE』でデルストの大群を破壊した。

### デザイン・造形
レオのデザインは東宝から円谷プロに出向し、『ウルトラマンA』以降美術を担当していた鈴木儀雄によるもの。従来のウルトラ戦士とは出自が異なるということで一線を画すため、頭部のデザインが複雑化され、一見すると人間の髪型を思わせるものになっている。目と口はセブンのタイプを踏襲しているが、鼻が明確に造型されている。
造型は開米プロダクションが担当。鈴木とプロデューサーの熊谷健が共同で原型を制作した。
NG版スーツには、腹部のシークレットサインがなく、胴から脚にかけてセブンやタロウと酷似した銀のライン模様があったが、採用版では廃されて赤一色になった。最終決定するまでに描かれたNGデザインのうちの一つは、『ウルトラマンタロウ』に登場したバルキー星人のデザインとして転用された。
スーツアクターが第1話後半で川口和則から二家本辰巳へ交代したことに伴いスーツも新調された。しかし、マスクはそのままであったため二家本は目の位置が覗き穴に合わず、片目しか見えない状態で最終回まで演じた。
スーツについて二家本は、伸縮性がなく、胸には詰め物があり、胸の模様は革製であったため、動きにくかったと証言している。
後に撮影用スーツの1体は映画監督・特技監督の原口智生が所有している。ウェットスーツ地やラテックス製のプロテクター部は劣化しているため、胸像として保存している。

### 関連する能力を持つ戦士
ウルトラマンオーブ レオゼロナックル
ウルトラマンジード ソリッドバーニング
ウルトラマンジード リーオーバーフィスト
ウルトラマンゼット アルファエッジ

### レオの他作品での活躍
『大怪獣バトル ウルトラ銀河伝説 THE MOVIE』以降シリーズに参加している監督の坂本浩一はレオのファンを公言しており、自作品に度々登場させている。
『ウルトラスーパーファイト』
「タロウ鬼退治行く」ではおじいさんとして登場し、「アストラお前が悪いのだ」ではアストラにシッペをするほど説教していた。「怪獣の誕生日」ではウルトラマンエースが改造パンドンに渡したプレゼントの中から現れ、改造パンドンをしごいた後にプレゼントを渡している。
『ウルトラマンメビウス』
第1話、第34話、第50話に登場。本作品におけるセブン＝ダンを髣髴させるかのような厳格な性格になっている。
第1話では、ウルトラの父の傍らでアストラ、ウルトラマン80、ユリアンとともに、ウルトラマンメビウスが地球に向かうのを見届けた。
第34話では、リフレクト星人に敗れたメビウスとCREW GUYSの不甲斐なさに激昂し、本作品の第4話でのダンから叱咤された言葉をメビウス＝ミライに投げかけ、地球防衛の重大さを説いた。修行によって力を得たメビウスとともにリフレクト星人を倒し、彼とGUYSを認め、現在の自分にとって本当の故郷である地球を託す。
第50話では、ウルトラマン、セブン、ウルトラマンジャック、エース、タロウ、アストラ、80と協力し、太陽を覆い尽くしていた黒点（エンペラ星人の力によるもの）を消滅させた。
映画『大怪獣バトル ウルトラ銀河伝説 THE MOVIE』
大罪を犯して光の国から追放されたセブンの息子・ウルトラマンゼロを預かり、K76星で厳しく特訓した。アストラとともに最終決戦に駆けつける。セブンのことは「セブン兄さん」ではなく「セブン」と呼んでいる。
- ゼロとの師弟関係は監督の坂本がゼロがセブンの息子という設定から発想したもので、自身が愛好するレオとカンフー映画の要素を取り入れている。

OV『ウルトラ銀河伝説外伝 ウルトラマンゼロVSダークロプスゼロ』STAGE.2
ウルトラマントを身に纏った姿で登場。宇宙に弾き飛ばされたゼロのゼロツインソードを回収して危機を知って応援に駆けつけ、ニセウルトラ兄弟（SR）との戦闘中にゼロとの合体光線レオゼロダブルフラッシャーを使用する。
- ゼロのピンチに現れるシーンは、漫画『ザ・ウルトラマン』でのメロスの初登場シーンのオマージュである。

映画『ウルトラマンゼロ THE MOVIE 超決戦!ベリアル銀河帝国』
アナザースペースに旅立つゼロに他のウルトラ戦士とともにエネルギーを与えた後、光の国を襲撃したダークロプス軍団を迎え撃つ。
映画『ウルトラマンサーガ』
『ウルトラマンゼロVSダークロプスゼロ』同様、ウルトラマントを身に纏った姿で登場。ウルトラマン、セブン、ジャック、エースとともにゼロの身を案じた他、本編からカットされたシーンでは、バット星人の作りだした怪獣兵器タイラントと戦った。ゼロが単身で別の宇宙に向かったことを知った時には驚いている。映像作品では、37年ぶりとなるダンとの共演も描かれ、セブンを「セブン」と呼びながらも、敬語で接する姿勢も変わっていない。ディレクターズカット版では、ダンとゲンがともに変身するシーンも描かれた。
映画『劇場版 ウルトラマンギンガS 決戦!ウルトラ10勇士!!』
イメージのみだが、キングの側近として登場。
- 脚本ではキングのみの登場予定だったが、坂本の意向で急遽現場で登場が決まった。なお、企画段階ではレオとアストラがヒカルとショウに特訓を行うという案も存在した。

『ウルトラファイトビクトリー』
キングにヤプールの野望の阻止を命じられ、惑星グアでエースやアストラとともに超獣軍団と戦う。ウルトラマンギンガやウルトラマンビクトリーとは初対面だが、彼らのことはゼロから聞かされており、期待の言葉をかける。その一方、2人が劣勢に陥った際には叱咤の言葉もかけ、彼らを奮い立たせた。
『ウルトラマンジード』
第1話と第25話に登場。第1話では他のウルトラ戦士たちとともにベリアルと戦い、第25話ではウルトラマンやセブンとともにジードに思いを馳せた。
第3話以降、ジードがソリッドバーニングに変身する時にイメージとして登場。
『ウルトラギャラクシーファイト 運命の衝突』
声は細谷佳正。
プロローグにて、キングの命令でアストラと共にアブソリューティアンと戦うよう言われる。

## アストラ
レオの双子の弟で、レオ同様に獅子座L77星の出身。一人称は「俺」。劇中は単に「弟」としか紹介されておらず、放映当時は双子であると説明されていたが、後に公式設定となった。
レオからはL77星が壊滅した際に死亡したと思われており、劇中でもそれを踏まえた発言が散見される。放送前に公表された紹介記事では、
- L77星壊滅の際に瀕死の重傷を負ったところをマグマ星人に捕らえられ[82][60]、左大腿部の鎖マグマチックチェーンはその際に取り付けられたものである[出典 11]。その後、自力でマグマ星を脱出したアストラは宇宙警備隊によって助けられ[82]、改造手術を受けてよみがえり[注釈 12]、キング星で体力を回復した後、地球でレオと再会してマグマ星人に立ち向かう[82][58]。

改造に伴う容姿の変化説は『週刊 ウルトラマンオフィシャルデータファイル』にも記載されているが、第22話でのゲン＝レオの回想シーンでは既に現在の姿になっている。また、永岡書店発行、監修・円谷プロダクション、構成・竹内博『ピコピコブックス13 輝け！ウルトラ戦士!!』に掲載されている、つくしの真琴作画のレオ兄弟の物語や、実業之日本社発行『ウルトラマン大集合』に掲載されている内山まもるの劇画「レオの国物語」では、当初（永岡書店版では誕生時）から現在の姿で描かれている。
『小学三年生』（小学館）の1974年9月号では、ウルトラの父が宇宙警備隊にマグマ星人の捕虜になっているアストラの探索を命じたと紹介されていたが、ウルトラマンキングに助けられたという設定に変更された。
マグマチックチェーンは、キングの超能力も受け付けず、今でも外せないままとなっている。この鎖を外すためには、マグマ星人の鍵が必要だとされている。アストラ自身はマグマチックチェーンを戦いの勲章として誇りに思っており、鎖を見るたびにかつての苦難を思い出しては闘志を燃やすのだという。
腹部のシークレットサインは「アストラ」を意味し、L77星人の証でもある。資料によっては「L77星の王子で、腹部のアストラサインは王子の証である」との記述があるが、本編では語られていない。また、敵が接近すると額のビームランプが点滅して危険を知らせる。
第22話でガロンやリットルとの戦いで危機に陥ったレオを助けに現れたのを皮切りに、第33話では戦闘不能に陥ったレオを助け、第36話では壊滅の危機に瀕したMAC本部を救うなどの活躍を見せた。第38・39話ではババルウ星人に捕らわれ、レオとウルトラ兄弟が同士討ちを始めるきっかけを作ってしまったこともある（にせアストラ参照）。だが、キングの助けでレオとともに事態を収拾した後、ウルトラ兄弟の一員として迎え入れられた。
戦闘中に半ば乱入するような形で登場する場合がほとんどだったため、レオのサポート役という印象も強いが、本作品最後の登場となった第46話では、負傷でまともに戦えずに苦戦するレオに代わり、ハングラーを倒すなど、その戦闘力はレオに勝るとも劣らない。
普段は宇宙を旅しており、ナレーションで「どこへ行くのか誰も知らない」と語られるなど、どこで何をしているのかは兄のレオですら知らない。また、劇中では地球上で人間体の姿で活動したこともない。
- 頭部などのデザインの意図についてデザイナーの鈴木は、後年のDVDでのインタビュー[要文献特定詳細情報]で「レオと似ている感じでもレオに対し、やや未成熟さを表現したデザインにした」と述べている。
- 「アストラ」の名は放映当時の公募によるものである。
- 『ウルトラマンメビウス』では地球人からウルトラマンの1人と認知されており、「ウルトラマン」と呼ぶのは間違ってはいないものの、ウルトラ兄弟の一員となった後も名称は「アストラ」で統一されており、名前に“ウルトラマン”が冠されることはないが、ウルトラマンアストラとも紹介されたことがある[85]。
- 第22話は「レオの弟 アストラ」とクレジットされた。
- レオは空手が得意であるのに対し、アストラはキックボクシングが得意という設定がある。

### 能力（アストラ）
ウルトラダブルフラッシャー
レオとアストラが両手のひらを重ね合わせて放つ必殺光線。詳細はレオの能力の項目を参照。
ウルトラダブルスパーク
レオとアストラが腕を組んで照射する修復光線。詳細はレオの能力の項目を参照。
ウルトラリダクション
体をミクロ化させ、敵の体内に侵入して内部から爆破する。第46話でハングラーを倒した。
アストラシャワー
両手を合わせて消火ガスを噴射し、火災を鎮火する念力波。第36話でダン＝セブンを救う際に使用。
アストラアイアンパンチ、アストラスパイクキック
パンチ技とキック技のようだが、詳細は不明。
アストラチョップ
両腕を高々と振り上げて、左右同時に打ち込むダブルチョップ。通常の片手チョップの数倍の威力があるといわれており、アトランタ星人に多大なダメージを与えた。この戦闘では他にも、片手だけで上から振り下ろしたり、水平打ちを放ったりと、多彩なチョップを繰り出した。
ダブルキック
レオとの同時キック攻撃。詳細はレオの能力の項目を参照。
目くらまし戦法（目眩まし戦法）
太陽を背にして立った上で、太陽光線を増幅させてフラッシュのように敵に浴びせ、目をくらませる特殊戦法。第33話でアクマニヤ星人に対して繰り出し、地面に倒れ込ませた。
光の球
長期間宇宙空間を航行する際に、全身を赤い球で包んでいる。
エレクトロンビーム（本編未使用）
額のビームランプから放つ光線。

#### 他作品への出演時に見せる能力（アストラ）
アストラキック
PS2ゲーム『ウルトラマン Fighting Evolution 3』で使用する技で、レオキックと同等の威力となっている。後に『ウルトラファイトビクトリー』において特撮作品で初使用。レオキックとの同時キックで超獣軍団を葬った。
レッド手裏剣ビーム
アストラキック同様PS2ゲーム『ウルトラマン Fighting Evolution 3』で使用する技で、基本的にはレオのレッド手裏剣ビームと同じである。
ハンドスライサー
『大怪獣バトルRR』で使用する技。基本的にはレオのハンドスライサーと同じである。
ハイスピードラッシュ
『大怪獣バトルRR』で使用する技。その名の通り、凄まじい速さのパンチとキックのラッシュを相手に叩き込む。
他のキャラクターとの合同技
必殺光線一斉発射
『ウルトラマンゼロ THE MOVIE 超決戦!ベリアル銀河帝国』でカイザーベリアルが送り込んできたダークロプス軍団に対して放った光線技。
構えがレオのシューティングビームとまったく同じである。

### アストラの他作品での活躍
『ウルトラスーパーファイト』
「タロウ鬼退治行く」ではおばあさんとして登場、また「アストラお前が悪いのだ」ではレオに叱られ、ケムール人に八つ当たりをしている。
『ウルトラマンメビウス』
第1話と第50話に登場（第35話ではその存在について言及されている）。レオとともに宇宙警備隊の一員として活躍。第1話では、ウルトラの父の傍らでレオ、80、ユリアンとともに、メビウスが地球に向かうのを見届けた。第50話では、初代マン、セブン、ジャック、エース、タロウ、レオ、80と協力し、エンペラ星人の力で太陽を覆い尽くしていた黒点を消滅させた。
映画『大怪獣バトル ウルトラ銀河伝説 THE MOVIE』
K76星に登場。キングとともにレオとゼロの特訓を見守り、ベリアルとの最終決戦に駆け付けた。この時はセリフがあったが、誰が声を担当したのかは不明。
映画『ウルトラマンゼロ THE MOVIE 超決戦!ベリアル銀河帝国』
アナザースペースに旅立つゼロに、レオや他のウルトラ戦士とともにエネルギーを与えた後、光の国を襲撃したダークロプス軍団を迎え撃つ。
映画『劇場版 ウルトラマンギンガS 決戦!ウルトラ10勇士!!』
イメージのみ登場。
『ウルトラファイトビクトリー』
声は逢坂力。
キングにヤプールの野望の阻止を命じられ、惑星グアでレオとともに超獣軍団と戦いを繰り広げる。今まではゲームでしか使用されなかったアストラキックが特撮作品で初披露されている。
『ウルトラギャラクシーファイト 運命の衝突』
声は水島大宙。

## 主な登場人物

### MACアジア本部の隊員および関係者
- 組織としてのMACについては、#MACを参照。
- ゲンとダン隊長以外は、背番号順に記載。第1話から登場している初期の隊員の苗字は、すべて色にちなんでいる。

おゝとりゲン
本作品の主人公。ウルトラマンレオが地球人に変身した姿で、外見年齢20歳。
明るい好青年で面倒見や人当たりも良く、地球を「第二の故郷」として愛している。背番号「7」。
城南スポーツセンターに指導員として勤務。セブン＝ダンの危機を救った際、変身能力を失ったダンに地球防衛を託され、彼の推薦でMACに入隊。非番の時には以前と同じく、スポーツセンターの指導員として活動しており、スポーツセンターで寝泊まりしている。
人間態でも優れた身体能力や超感覚を見せるが、戦闘経験が浅く、時には若さゆえの感情的な判断で不適切な行動を取り、他の隊員たちに非難されて確執を生むことも多かった。しかし、このような人間関係における逆境や、ダンが毎話のように課す厳しい特訓と数多くの孤独な戦いに耐え抜くことで自らの素質を磨いて成長していくと同時に、次第にダンの特訓を必要としなくなり、MACの仲間たちと打ち解け合いながら地球を守り抜いた。
第40話でMACが全滅した後は美山家に居候し、民間人の立場で円盤生物と戦った（元MAC隊員ゆえに円盤生物の調査などにも顔が利いていた）。円盤生物との戦いの中でも苦悩することもあったが、美山家の人々の支えや戦いを通してさらに一回り成長する。第51話でブラックエンドを倒し、円盤生物を送り込んでいた惑星ブラックスターも壊滅させた後、本当の故郷と決めた地球の平和を一人の地球人として確かめるべく、ヨットに乗って旅立っていった。
- 企画書『ウルトラマンL（レオ）』では、M七十七星から来たおおとりレオという名前であった。

モロボシ・ダン
元ウルトラ警備隊員にして、MACアジア本部の隊長。背番号「1」。ウルトラマンタロウの後を継いで地球防衛の任を受け、再来したウルトラセブンの地球人としての姿であり、その正体はMAC内ではゲン＝レオのみが知っている。
第1話でブラックギラスやレッドギラスとの戦闘中に右脚を折られ、以降はレオ＝ゲンに地球防衛を託し、セブンへの変身能力を犠牲にして戦友（師匠）として厳しい特訓を課して彼を鍛え上げていく。
先述の骨折によりロフストランドクラッチを使用しており、この杖には銃やガスなどの機能が搭載されている。また、唯一の能力である「ウルトラ念力」で相手の動きを封じることも可能であるが、長時間の使用は精神的負荷が大きく、寿命を縮めてしまうというリスクを持つ。
第40話でMACがシルバーブルーメの襲撃を受けて全滅した際に行方不明となったが、後にウルトラの母に救出されていたことが『ウルトラマンメビウス』で判明した。

黒田 明雄（）
MACアジア本部の初代副隊長格。背番号「3」。年齢24歳。機械整備を得意とし、第3話ではマッキーのエンジンの換装を行った。ゲンに対しては先輩風を吹かせる面もあったものの、ゲンを気遣う姿も見せている。登場期間は第8話まで。
青島 一郎（）
MACアジア本部の初期メンバーで、空手を中心とした格闘技全般を得意とする。背番号「5」。年齢22歳。任務には忠実だが喜怒哀楽が激しい性格で血の気が多く怒りっぽい。そのせいか、ゲンとよく対立していたが、第8話ではベキラの弱点の背中を撃とうとして命令違反をしたり、第13話では殺人の嫌疑が晴れたゲンにいち早くその報を知らせようと必死になるなど、ゲンとは友好的な面もある。第16話では、トオルが録音したアトラー星人の声が記録されたカセットテープを基地に持ち帰った。ゲンと子供たちの空手の稽古に参加したこともある。登場期間は第16話まで。
赤石 清彦（）
MACアジア本部の初期メンバーの1人。背番号「6」。年齢20歳。初期メンバーの中ではあまり目立たない隊員だが、メカニックに関する知識は豊富であるため、黒田とともにマッキーのエンジン換装を行う。黒田や青島よりも明らかに若年。無表情であることが多く、劇中での個性の発揮はほとんど見られず、クールな雰囲気を醸しており、ゲンに対する対応も少々冷淡な印象があるが、第1話で黒潮島の調査に赴いた際には黒田や青島とは逆に、ゲンの指示に従うという一面を見せた。大型銃マックブラスターを軽々と使いこなす。登場期間は第16話まで。
桃井 晴子（）
MACアジア本部の初期メンバーの1人。背番号「9」。本部でのオペレーターを担当しているが、マッキー2号で現場に赴くことも多い。登場期間は第16話まで。年齢18歳で最年少の隊員である。他の隊員の指示に従って行動するなど、口数が少ない。
白川 純子（）
MACアジア本部の初期メンバー。背番号「8」。年齢20歳。主にオペレーター、特に通信関連を担当する。それゆえ、劇中では無線通信で隊員たちを呼び出し「東京XX地区に星人が出現しました」といった通報をすることが多い。第4話ではマッキー2号に搭乗し、黒田の指示で分離してツルク星人に攻撃を行い、第17話ではウルフ星人に襲われそうになったところを猛に助けられるなど、状況に応じては実戦に参加することもある。ダンに対しては好意を抱いている節が見られた。
シルバーブルーメの急襲を受け、本部基地から脱出しようとしたところを乗っていたマッキーごとシルバーブルーメに飲み込まれ殉職。序盤でゲストで登場し、後にレギュラー化した白土とともに第40話まで残った。
平山 あつし（）
黒田隊員の後任として配属となった二代目副隊長格。背番号「3」。格闘を得意とする寡黙な人物。登場期間は第9話から第18話まで。
佐藤 大介（）
第19話から登場。MACアジア本部の三代目副隊長格。ダンよりも年長との裏設定がある。優しい性格で明るい人物。人当たりの良さは随一。困っている人を見ると放っておけず、怪獣容疑をかけられた郷秀樹を連行するも「怪我をしたままで取調べを行うのは酷」と同行していたゲンに進言して、スポーツセンターに立ち寄り、郷の手当てを行った。ダンとはマッキーからの交信の会話をするだけでダンが基地でコーヒーを飲んでいることを当てるなど、友好的な面がしばしば見られた。
シルバーブルーメの急襲の際に白川と同様の理由で殉職。
白土 純（）
最初は第6話ゲストの宇宙ステーション所属MAC隊員として登場。年齢22歳。ゲンとは同期の友人であるものの、同話で彼に護衛を任せていた恋人を守りきれずカーリー星人に殺されたことからゲンを非難した上に対立関係となり、宇宙パトロール隊に一時的に所属。打倒カーリー星人の一心からの特訓により二丁拳銃をマスターした。このため、マックガンの腕前は隊員一である。カーリー星人がレオに倒された後もゲンを完全には許さず、皮肉を吐いて宇宙ステーションに戻っていったが、第17話で宇宙パトロール隊に正式配属されてからはゲンとの仲は以前のように戻っていた。
シルバーブルーメの急襲の際に白川と同様の理由で殉職。最初はゲストだったとはいえ､彼も白川とともに第40話まで残った。
梶田 一平（）
第17話から登場。青島、赤石両隊員の代わりに配属された隊員。マッキー2号の操縦技術の腕はかなりのものであるとされているが、劇中では単独でマッキー3号に搭乗することが多い。ゲン、白土と同格で仲も良く、一緒に行動することも多かった。
シルバーブルーメの急襲の際に白川と同様の理由で殉職。
松木 晴子（）
第26話から登場。桃井隊員の後任として配属された女性隊員。主にオペレーターを担当するが、実戦に出ることもある。
自身の誕生日パーティー中にMAC本部がシルバーブルーメに急襲されて脱出を試みるも殉職した。
- 演じた藍とも子は、松木隊員の出番自体は少なかったが、誕生パーティ中に死亡するという最期が印象付けられ、ファンに記憶されていると解釈している。

大槻 美也子（）
桃井と松木の臨時要員としてオペレーションを担当した。登場は2回（第23話と第25話）のみ。
鈴木（）
第3話に登場。ツルク星人に父親を殺害されたトオルとカオルを自宅に保護するはずだったが、その当日にツルク星人に襲われて殉職。妻と2人暮らしだった。
佐藤 三郎（）
第12話に登場。アフリカ大陸帰りの陽気な冒険野郎。マイペースな性格の関西人で、自動車の運転ができない。背番号はない。独自のユニークな戦法で、バンゴに立ち向かった。戦いの後、ヒマラヤで雪男を探すために旅立っていった。
北山 洋二（）
第21話に登場。かつて、ノースサタンに襲われていたアルファ星人ニケの女神を救出したことがあり、ニケの女神に恋心を抱くようになる。ノースサタンとの戦闘で、右足を切断するか否かの傷を負う。手術は成功するが、退院した時にはニケの女神は地球を去った後だった。スキーの名手で、オーロラ国際スキー大会での優勝経験がある。
高倉（）長官
MAC最高司令部の責任者。第13、36、39話に登場。誠実で見識も高い人物で、ダンには絶対の信頼を寄せているが、第39話でウルトラの星が地球に接近してきた際に破壊を決断するなど、感情に流されない冷徹な判断を下すこともある。一人娘・あや子は、内田隊員と婚約していた。

### 城南スポーツセンター
城南スポーツセンター（またはクラブ）は、大村正司を責任者とするスポーツ振興を図る民間組織。ゲンはMAC隊員であると同時に休日にはここの指導員として勤めている。
第1・2話では、東京都新宿区百人町（JR大久保駅近く）にある「スポーツ会館」（現：GENスポーツパレス）を用いてロケーションがなされているが、第3話以降は東京都世田谷区鎌田（東急田園都市線・東急大井町線二子玉川駅、小田急小田原線成城学園前駅に近い）にある「簡易保険東京青少年レクセンター」（現・ゆうぽうと世田谷レクセンター）を使用している。本作品の劇中で日常の空間を描く場合には、多摩川の河川敷近辺でロケを行っている場合が多い。
城南スポーツセンターの関係者でゲンと親しい人々が第40話（シルバーブルーメの襲来）で絶命してしまうものの、センター自体は存続しており、第40話Bパート冒頭でゲンが出勤する場面が、第41話と第51話でゲンが勤務している描写がある。
下記に紹介する以外にも多数の会員が所属しており、猛の婚約者でウルフ星人に憑依される冴子（第17話に登場）や、後に月星人と判明する弥生（第32話に登場）も一時期所属していたことがある。
- 企画書『ウルトラマンL（レオ）』では、ウルトラスポーツクラブという名前であった[1]。

大村 正司（）
城南スポーツセンターの責任者。
温厚かつひょうきんな性格で、どこか頼りない「いいおじさん」だが、正義感は強い。家庭生活などについては不明だが、第3話では独身と述べている。ダンとも親しい間柄。第5話のセリフによると若いころは剣道をやっていたといい、ゲンの蹴りの弾みで折れた特訓器具の破片を咄嗟に放った真剣白羽取りでキャッチし、結果的に、カネドラス攻略のヒントを与えている。
第8話ではパチンコの帰りに怪獣の襲撃に遭って逃げ遅れたところを駆けつけたゲンに救出されるが、ゲンはそのために命令違反として謹慎処分を受けた。
第22話までの登場で、その後は語られていない。
山口 百子（）
年齢18歳。ゲンの恋人で、スポーツセンターでは補助指導員。黒潮島の出身。真面目で優しく、相手が子供でも悪いことをしたら叱ることができる芯の強さも備えた女性。
第2話で避難途中に落下してきた自動車の下敷きとなり、息を引き取るもL77星のレオマスクから放たれた光の影響で蘇生した。
その後身寄りを亡くしたトオルとカオルを自宅に迎え入れ、2人のお姉さん兼お母さんとして奮起する。が、第40話でカオルや猛とともに新宿のデパートで買い物していたところをシルバーブルーメに襲われてしまい、瓦礫の下敷きとなって絶命した。
『ウルトラマンメビウス』の第34話では百子の故郷でもある黒潮島でゲンはウルトラマンメビウスことヒビノ・ミライを初めとしたGUYSの面々と顔をあわせた。
野村 猛（）
補助指導員。ゲンの弟分で、繊細かつ優しい性格。少し頼りない面もあるが、トオルやカオルからはいい兄貴分である。
ゲンに憧れ、自分もゲンのようにMAC隊員になりたいとも思っている。しかし、ゲンの正体や理由も知らぬままその特訓に付き合わされて自分が音を上げることもあった。第3話では弟（未登場）と同居していると語っているほか、幼なじみの婚約者・冴子がいる。
第40話で百子・カオルとともにシルバーブルーメの攻撃の犠牲になった。
梅田 トオル（）
ゲンを兄貴分として慕う、城南スポーツセンターに通っている10歳の小学生。第3話から登場。
母を亡くした後、父や妹のカオルと肩を寄せ合って生きていたが第3話でツルク星人によって父親を殺害されて以降、カオルとともに百子の元に身を寄せる。
カオル以上に父親が殺害されたことにショックを受けており、第5話では自暴自棄になっていた。そして第40話ではそのカオルと百子、さらにはゲンの弟分の猛までをも失い、完全に孤児になってゲンとともに美山家に身を寄せ、またはゲンに連れ添って円盤生物を調査するパートナーとなる。肉親が失われたことで精神的に不安定な状態になり、時にその孤独感を付け入られて円盤生物の手先になってしまうこともあったが、ゲンや美山家の人々によって精神的に支えられながら大きく成長していった。レオへの依存心が垣間見られることもあったが、ゲンの教えによって自立し、最終話ではゲンや友達の勇気ある行動によりカオルと百子と猛の仇でもあるブラック指令を倒した。そして地球防衛の重責から解放されて旅立つゲン＝レオを見送った。
梅田 カオル（）
城南スポーツセンターに通うトオルの妹。8歳。トオルよりも精神的にしっかりしている面があり、時折兄をたしなめる強さも持つ。
トオルとは対照的に母親がいないことを寂しがっており、第10話では母親にお菓子を買ってもらった友達を甘えん坊呼ばわりし、第37話では亡き母親の幻影をマザラス星人に見せ付けられて不安定になるという局面もあった。
第40話で百子や猛とともにシルバーブルーメの攻撃の犠牲になった。

### 美山家
「恐怖の円盤生物シリーズ!」（第40話 - 最終話）に登場。
美山 咲子（）
職業は陽光会第二病院の看護師長。第40話以前の第18・31話で咲子が勤務する病院が登場しているため、ゲンやトオルとは以前から知り合いだったようである。医師である夫は既に他界しており、未亡人。
カオル、百子、猛の死亡を確認して愕然となったゲンとトオルを引き取り、世田谷区の小田急線にほど近い自宅に居候させる。母親代わりとしてゲンとトオルを暖かく見守る。
第44話では亡夫のことを話してゲンの迷いを断ち切り、第49話ではノーバに洗脳されたトオルを、いずみとともに警官隊から庇うと同時に、自分がトオルの母親だと言って説得し、トオルのノーバによる洗脳を解くきっかけを作る。第50話でレオがブニョに捕らえられた際、救出にきたゲンがレオであることに気づいている節があったが、続く最終話では娘たちとともに、旅立とうとするゲンを地球人として受け入れることで、引き留めようとした。
美山 いずみ（）
美山家の長女で、城南大学で考古学を学んでいる女子大生。ちゃっかりとした現代娘。
ゲンのことが気になるようだが、故人である百子を忘れられないのか、単にいずみに対して興味を持てないのか、優柔不断なゲンの態度に少々不満気味である。
第50話では、ゲンの正体を知らないまま「円盤生物が地球を立て続けに襲うのはレオが地球にいるからではないか」と語り、ゲンの心を傷つけることになってしまう。
美山 あゆみ（）
美山家の次女で、小学校ではトオルと同級生。
いずみとは違った意味で小生意気なところがあるが、孤独なトオルの精神的な支えになっていることは事実のようである。

### その他
ブラック指令
円盤生物編に登場した悪魔の星・ブラックスターから突如単独で地球に姿を現した宇宙人。地球侵略および、その障害となるウルトラマンレオの抹殺を目的とする。左手に水晶玉を持ち、右手の杖をかざし円盤生物をブラックスターから地球へ呼び寄せる。しかし、最期は所持していた水晶玉をトオルら子供たちに奪われ、転がった水晶玉を拾ったレオがブラックエンド目掛けて投げつけ、ブラックエンドが爆発したのと同時に泡となって消滅した。

## MAC
MAC（）の正式名称は「Monster Attacking Crew」（別名「怪獣攻撃隊」）ではあるが、主要任務は外宇宙からの侵略行為の阻止および、宇宙船航行の安全を守る宇宙パトロール隊である。
アメリカ、ヨーロッパ、アフリカ、アジアの主要都市上空にそれぞれの本部基地である宇宙ステーションMACステーションを構え、宇宙船の航行の安全確保と、怪獣や宇宙人の襲来をいち早く察知・撃退を任務とする。地上の主要地域にもMAC東京支部などの拠点となる基地は存在する（第34話）が、メインベースはあくまでも宇宙ステーションである。劇中に登場したのはアジア本部のみでダン隊長の指揮するレギュラー部隊は宇宙パトロール隊と呼ばれている。
物語の構成ゆえ、今までの防衛チームに比べて活躍の機会が少ないように見られやすく、流動的に隊員の入れ替わりが多い他、殉職者や転任者も多く出ている。ただし、第39話までの殉職者はすべてMACの一般隊員であり、精鋭である宇宙パトロール隊では歴代の防衛チーム同様、特に犠牲者は出ていなかった。第40話でシルバーブルーメの急襲によってアジア本部は壊滅し、ゲンとダン以外のアジア本部メンバーは殉職した。
結成以前には前身的組織・地球防衛隊が活動していたようで、第16話ではアトラー星人を追跡した隊員が蝋人形のような姿になって殉職したことがダンによって語られた。また、第25話には地球防衛委員会という組織が登場しているが、詳細は不明。
- 主人公が所属する防衛チーム本部自体が怪獣に捕食されて消滅したという展開はシリーズ中でも異例の出来事であり「ウルトラ兄弟が円盤に乗り戦う」という、もう一方のテコ入れ案でも、MACの壊滅が前提とされていた[107][108]。MACは第40話のサブタイトルにて全滅表記されたことから全滅というイメージが強いが、実際はアジア本部のみが壊滅しただけで全滅したわけではない。しかし、アジア本部が壊滅したことが元でMACは事実上失われた。

### アジア本部基地
宇宙船の安全を守るためや侵略からの防衛のために作られた円錐型の大型宇宙ステーションで、「MACステーション」「MAC基地」とも呼ばれるMACの中枢。宇宙防衛の最前線となると同時に、宇宙灯台の役割を担っている。日本上空400キロメートルに静止し、100名の人員が常時勤務している。内部には、隊員たちが勤務する司令室と居住施設をはじめ、マッキー各機の格納庫や発進ゲート、開発工場などを備える。有事の際には、大気圏内に降下して戦闘することも可能だが、武装などの詳細は不明。
第40話でシルバーブルーメに飲み込まれてしまった。
- デザインは鈴木儀雄が担当[110]。ミニチュアの上部は『スターウルフ』のブルータイガー号に改造された[111]。
- 司令室は、スケールの大きさを表現するために螺旋階段の配置による多層構造となっており、壁面パーツは他作品からの流用となっている[112]。

### 装備

#### 隊員服
男性隊員は、オレンジの生地にシルバーのラインをあしらった2ピースのマックスーツを着用し、戦闘時にはベストタイプの上着で、右胸にマックガンのカートリッジを5本差し込んだシルバーのマックジャケットをスーツの上に装着する。女性隊員の場合はミニスカート形式のワンピースタイプが採用されており、真紅色とホワイトを基調としている。白川、桃井両隊員は基地内でオレンジのベレー帽を着用しているシーンが初期には見られたが無帽のシーンもある。地上での戦闘時には男性隊員共々ヘルメットを着用している。第1話から登場している隊員にのみ、制服の右肩と腕に背番号が付いている（第9話から登場の平山隊員のみ例外的に背番号3）。
- 松木晴子役の藍とも子は、衣裳はフェルトのようなかっちりとした生地であったと証言している[95]。

#### 銃器類・特殊装備
マックヘルメット
隊員たちが、格闘戦時に被るヘルメット。頭頂部の角状のアンテナで、さまざまな電波をキャッチし、高度な超小型通信機を内蔵する。
マックシーバー
怪獣探知機能を備えた腕時計型通信機。MAC全滅後の第42話にも登場。

マックガン
MAC隊員が所持している専用光弾銃。カートリッジを交換することで炸裂弾や信号弾、麻酔弾など様々な特殊弾を撃つことができ、レーザー光線も発射可能となる。

マックバズーカ
第39話でババルウ星人攻撃の際に使われた大型バズーカ砲。高い破壊力を有する強力砲弾を放つ。意外にも軽量である。

マックブラスター

後方支援型の原子熱線砲で、6万度の熱線を放射する。形状がマックロディーのマックレーザーと似ている。

マック特殊銃アトミックレーザー5
持ち運びが可能な中型銃。原子装置が組み込まれた照準により、命中精度を向上させる。劇中未使用だが、初期メンバーが集合した写真では、黒田隊員が使用している。

マックナイフ
第11話から登場したハイマンガンスチール製の鋭い切れ味を誇る特殊ナイフ。主に宇宙人との格闘時に使われるが、第13話でバイブ星人に悪用されたこともあり、これで、ゲンは咄嗟にナイフに手を伸ばした動作がナイフを投げたと誤解され、警官に殺人の濡れ衣を着せられた。

特殊ハイスピードカメラ
第13話でダンが透明状態のバイブ星人（等身大）を撮影、星人が透明化する方法を検証・解明した際に使用した特殊高性能カメラ。
爆弾
陸戦で用いる高性能の小型爆弾。小型怪獣であれば完全に1発で倒すことが可能。

#### 航空機
マッキー1号
小光子力で動く長距離の宇宙航行任務をこなす超大型宇宙船。普段はMACステーション上部にドッキングしており、マッキー2号や3号、マックモールやマックシャークを中央のコンテナ部に格納するが、劇中でマッキー1号から他のメカが出撃することはなかった。
劇中に登場したのは第1・3話のみであり、第40話ではシルバーブルーメの襲撃で、ステーション上部にドッキングしているため、真っ先に破壊されてしまった。第1話では索敵に使用されており、ソナーを下ろしている。巨大化したツルク星人戦との一度目の戦闘の後、他のマッキー共々エンジンを換装されるが、本機だけは出撃しなかった。
武装はレーザー光線砲や宇宙魚雷を装備している。
非常時にはステーションから離脱するという設定があるが、本編では描写されていない。
ただし、物語本編に登場しなくなった後も、大型のコンテナを活用して、他のステーションや基地への人員・物資輸送船として使用されていた、という設定もある。

マッキー2号
主力中型戦闘機。マッキー3号と共に戦闘によく出る。高速機動性に優れたロケット状の胴体部のα機とホバリングの性能に優れた両翼部分のβ機の2機に分離することが可能。特殊ミサイルや特殊麻酔弾などが武器。また、α機は先端部に強力なレーザー砲と機関砲を装備している。
設定上では乗員4名だが、第2話ではβ機に青島隊員と桃井隊員が搭乗している他、第27話ではα機部分にダン隊長、ゲン、白土隊員の3名が搭乗しているため、実際は乗員5名である。ツルク星人に対抗するために3号共々エンジンを換装された際はツルク星人に撃墜されなかったことから高性能のエンジンだと思われるが、ツルク星人以降の敵との戦闘では撃墜されていることから、コスト面ゆえかエンジンを従来のものに戻した模様。3号共々第40話でシルバーブルーメに捕食され、のちにレオによって体内から引きずり出された。

マッキー3号
複座小型戦闘機。主にダン隊長が乗り込む。高いホバリング性能を持ち、高速性が特徴。完全空中静止が可能で、機体下部のランチャーから発射するミサイルやレーザー砲などが武器。
第13話ではダン隊長がこの機体でバイブ星人に特攻して倒した。第40話で2号共々シルバーブルーメに捕食され、のちにレオにより体内から引きずり出された。

マック特殊ヘリコプター
第27話で後述の桃型カプセルを牽引して輸送した。戦闘用の装備などは不明。
- ミニチュアは前作『ウルトラマンタロウ』で登場したZATのドラゴンをリペイントしたもの。また一部の資料では、「モスキータス」または「モスキーター」という名称で紹介されている。

ロケット戦闘機
第25話に登場した宇宙戦闘機。形状や性能などの詳細は不明。宇宙ステーションAなどに配備されており、サタンビートル迎撃のために出撃したが全機撃墜された。

#### 車両
マックロディー
無公害原子力エンジンを搭載したMAC専用ジープで、パトロールや陸戦時の指揮車両で使う。装備は車体上部のマックレーザーや車体前部のアトミックバズーカ、時限爆弾など。三菱J3・J4がベース。

マックカー
主にパトロールに使うMAC専用車両。武装などは搭載していないが、優れた探査能力を持つ。初代ホンダ・シビック4ドア・1500GFがベース。
マックジープ
第6話で登場し、通常はパトロールに使ういすゞ・ユニキャブをベースにした物と、第39話で登場し、野戦で使う銃架を備えた三菱J3・J4をベースにした物の2種類がある。

マックモール
地底のマグマを調査するために使われる地底探索用高性能戦車で、長時間の連続活動が可能。円錐形のドリルと円盤形のカッターヘッドが組み合わされた掘削装置が特徴。武装は車体後部上面の装甲ミサイル1基とレーザー砲。挿入歌「MACのマーチ」の歌詞に登場し、ミニチュアも製作されたがオープニングにも劇中にも未登場。

#### その他（装備）
マックシャーク
乗員23名の深海調査用大型高性能潜水艦で、武器は自動追尾式の原子魚雷。第19話でゲンが使用を提案したが、ダンに却下される。挿入歌「MACのマーチ」の歌詞に登場し、第28話からのオープニング映像にも登場したが、劇中には未登場。
- マックシャークのミニチュアはのちに京都・太秦映画村にある映画文化館内の「映画の殿堂」で円谷英二の写真などと共に展示されている。

高性能泡噴射装置
フリップ星人との再戦の際にダン隊長がレオの目を潰した装備。マッキー3号に搭載。
麻酔ミサイル
マッキー2号から発射するミサイル。ナレーションによると注射器と同じ構造であるという。オニオンの動きを止めるために使った。
桃型カプセル
果物好きなオニオンを油断させるために使った。中には鶏と自ら望んで参戦した桃太郎少年が入っていた。
MACウラン
MACが開発した新エネルギー。MACステーションを爆破できるほどの威力があるため、アトランタ星人に狙われた。
CS137ロケット弾
地球防衛委員会が開発した新型ロケット弾。クリーン星で実験が行われたため、クリーン星人が報復のために地球を攻撃する事態を招いてしまう。
UN-105X爆弾
星を一つ破壊してしまうほどの威力を持つミサイル。ウルトラの星が地球に接近した際に発射されそうになった。
その他の戦力
地上基地には自衛用のレーザー砲が配備されているほか、F-4ファントムII改マックファントムや、F-106（ミラージュIII改という説もある）などの実機のカスタム機も使う。マックファントムは残存していた機体が後に『ウルトラマン80』にも登場し、UNDAの戦力として地底人攻撃に使われた。ただし、UNDAには既により新しいエースフライヤーが配備されていたため、それ以降の活躍は見られない。

#### 関連施設
MAC地上基地
第34話に登場したアジア本部指揮下の地上パトロール隊の常駐基地の一つ。施設は外敵からの攻撃に備え地下へ収納され、迎撃用に大型レーザー砲を設置している。また、マックロディーやマックカーなどの車両はパトロール時にはここから発車し、戦闘機各種もここに常駐されておりマッキー各機はここから発進されることもあるという。怪獣アシュランの攻撃で甚大な被害を受けた。
地上レーダー基地
あらゆる電波を受信し、地球への侵入者を早期発見するための施設で、山岳地帯に設置されている。
MAC中央病院
第36話に登場した病院施設で、アトランタ星から地球に帰還した内田を収容した。
宇宙監視所
第38・39話に登場した施設。宇宙を監視し、整理した最新情報をMAC各本部へ送る役割を担う。
ミサイル発射場
第39話に登場した施設で、UN105X爆弾を発射しようとした。大型パラボラアンテナも備えている。
宇宙ステーション
地球の各MAC本部基地のステーションとは異なるステーションで、3種類の系統があるという。強力な宇宙監視網を敷くほどの数を有している。第25話に宇宙ステーションA（V8とも）と宇宙ステーションV9が登場し、V9はサタンビートルに破壊された。

## 登場人物・出演者

### レギュラー / セミレギュラー
- おゝとりゲン：真夏竜
- 大村正司：藤木悠（第1 - 5・8・9・11・22話）
- 山口百子：丘野かおり（第1 - 7・9 - 16・18・19・22・24・26 - 32・34・36 - 40話）[注釈 29]
- 梅田トオル：新井つねひろ（第3 - 5・9・11 - 16・18・19・22 - 31・33・37・40 - 47・49 - 51話）[注釈 30]
- 梅田カオル：富永美子（第1 - 5・7・9 - 16・18・19・22 - 31・35・37・40話）[注釈 31]
- 野村猛：伊藤幸雄（第1 - 7・9・11 - 15・17・22・26・32・37・40話）[注釈 32]
- 美山いずみ：奈良富士子（第40 - 46・49 - 51話） [注釈 33]
- 美山あゆみ：杉田かおる（第40 - 47・49 - 51話）
- MAC隊員
  - 黒田明雄：黒田宗（第1 - 8話） [注釈 34]
  - 青島一郎：柳沢優一（第1 - 11・13 - 16話）[注釈 35]
  - 赤石清彦：大島健二（第1 - 5・7 - 11・13 - 16話）[注釈 36]
  - 平山あつし：平沢信夫（第9 - 11・13 - 18話）[注釈 37]
  - 桃井晴子：新玉恭子（第1 - 10・16話）[注釈 38]
  - 白川純子：三田美枝子（第1 - 18・22・24・26・27・32・40話）[注釈 39]
  - 佐藤大介：手塚茂夫（第19・22 - 25・32・34 - 40話）[注釈 40]
  - 白土純：松坂雅治（第6・17 - 19・25 - 40話）
  - 梶田一平：朝倉隆（第17 - 19・22 - 40話）
  - 松木晴子：藍とも子（第26 - 28・31・33・36 - 40話）[注釈 41]
  - 大槻美也子：大原みどり（第23・25話）[注釈 42]
- 高倉長官[出典 12][注釈 19]：神田隆（第13・36・39話）
- ブラック指令：大林丈史（第40 - 51話）
- 美山咲子：春川ますみ（第40 - 47・49 - 51話）
- モロボシダン：森次晃嗣（第1 - 40話）
- ナレーター：瑳川哲朗

### 主なゲスト出演者
- 鈴木隊員（第3話）：鹿島信哉
- トオルとカオルの父（第3・5話）：二見忠男
- ピクニックの子供（第5話）：松田洋治
- 洋子（第6話）：菅沢恵美子
- 十貫（第8話）：明石潮
- 男の子（第8話）：小林達彦
- 松本一郎（第11話）：大山正明
- マイティ松本（第11話）：西山健二
- マイティ松本の妻（第11話）：高島雅羅
- 佐藤三郎（第12話）：東龍明
- 道場破りの少年（アンタレス）（第14話）：川代家継
- 津山洋一（第15話）：潮哲也
- 黒い蘭の女（アトラー星人）（第16話）：星野ユリ
- 霧島冴子（第17話）：関根世津子
- 冴子の母（第17話）：幾野道子
- 城南スポーツクラブ練習生（第17話）：藍とも子[注釈 43]
- 吸血こうもり女（第18話）：坂本智子
- 横山（第19話）：守田比呂也
- 小野寺和男（第19話）：小山梓
- 小熊座人ボック（第20話）：小山渚
- ドギューの人間態（第20話）：大前均
- 北山洋二（第21話）：うたた賢
- アルファ星人ニケの女神（第21話）：麻里とも恵
- 岡村れお（第22話）：遠藤義徳
- 岡村あすか（第22話）：稲垣善之
- コロ星人（第23話）：増田康好
- 京一（第23話）：山瀬洋
- 昭男（第23話）：長谷川秀人
- 政美（第23話）：中沢有希子
- サーリン星人・ドドル（第24話）：天本英世
- ドドルの孫・カロリン（第24話）：松岡まり子
- ジロウ（第25話）：高橋仁
- ジロウの母（第25話）：夏海千佳子
- クリーン星人（第25話）：花房徹
- 哲雄（第26話）：工藤智彰
- 哲雄の母（第26話）：五月晴子
- 桃太郎（第27話）：吉田友紀
- 桃太郎の祖父母（第27話）：今村源兵、田中筆子
- 漁船の船長（第28話）：岡田英次
- 漁師（第28話）：阿藤海、上田忠好
- パラダイ星人の子供（第28話）：神谷信弘
- アンヌ（第29話）：ひし美ゆり子
- ウリー（第29話）：清水啓司
- 大熊シンジ（第30話）：黒部進
- 星村かな子（ローラン）（第30話）：桜井浩子
- 大熊ケンジ（第30話）：亀田秀紀
- 花咲か爺さん（バーミン星人）（第31話）：仲谷昇[注釈 44]
- 白い花の精（第31話）：杉田かおる
- 中島弥生（かぐや姫）（第32話）：小野ひずる[注釈 45]
- 弥生の両親（第32話）：有馬昌彦、露原千草
- 太郎（第32話）：福田俉
- タカシ（第33話）：坂本高章
- タカシの母（第33話）：上月左知子
- よし子（第33話）：関口由美
- よし子の父（第33話）：吉水慶 [注釈 46]
- 郷秀樹（帰ってきたウルトラマン）（第34話）：団次郎
- 宮坂黒彦（怪獣くん）（第35話）：斉藤健夫
- 黒彦の母（第35話）：町田祥子
- 松丸先生（第35話）：桂木美加
- 内田三郎（アトランタ星人）（第36話）：五代勝也
- 高倉あや子（第36話）：大井小夜子
- トオルとカオルの母（写真）、マザラス星人[注釈 47]（第37話）：原知佐子
- 中本先生（第40話）：石丸博也
- 用務員（第40話）：磯野秋雄
- 大場少年（第41話）：小山梓
- 高木ユミ（第41話）：栗原啓子
- 城南大学生物研究室の教授（第41話）：幸田宗丸
- 下妻英行（第42話）：善福和則
- 城北署刑事（第43話）：江幡高志、陶隆
- 中森大介（第44話）：佐原健二
- 中森健二（第44話）：高山亮一郎
- 眉子（ブリザード）（第45話）：池田恭子
- 科学者（第45話）：池田生二
- 仁科博士（第45話）：鹿島信哉
- 警官（第45話）：鈴木正幸
- 純平（第46話）：平泉征
- 純次（第46話）：梅地徳彦
- 中山（第46話）：梅津昭典
- 大伴（第46話）：里木佐甫良
- マリ子（第47話）：佐藤由美
- マリ子の母（第47話）：新草恵子
- テリナQに操られる女（第47話）：早川絵美
- 和久宏（第48話）：石太郎
- 厚子（第48話）：八代順子
- 酔っ払い（第49話）：加藤茂雄
- 警官（第49話）：阿井文瓶（カメオ出演）、佐々木一哲
- 星人ブニョの人間態（第50話）：蟹江敬三

### 声の出演
- コロ星人：高橋和枝（第23話）
- パラダイ星女王：江川菜子（第28話）[注釈 42]
- キララ：渡部猛（第32話）[注釈 42]
- 悪霊の声：丸山詠二[126]（第33話）[注釈 42]
- タイショー：白石冬美（第35話）
- アストラ：丸山純二[126]（第38・39話）
- ゾフィー：酒井郷博[126]（第38・39話）
- 初代ウルトラマン：名塚新也[126]（第38・39話）
- 帰ってきたウルトラマン：竹内喬[126]（第38・39話）
- ウルトラマンA：豊川晋吾[126]（第38・39話）
- ウルトラマンキング、ババルウ星人：清川元夢（第39話）
- アナウンサー：岡部政明（第48話）
- 高層ビルのアナウンス：小沢かおる（第48話）
- ウルトラマンキング：増岡弘（第50話）[注釈 42]
- ウルトラセブン：中川謙二[126]（第51話）[注釈 42]

### スーツアクター
レオ役の二家本辰巳は、当初怪獣役を務めていたが、セブン役のスーツアクターが慣れていなかったため交代し、その後当初レオ役を務めていた川口和則も水を入れての撮影に苦慮していたためこちらも交代し、以後最終回まで担当した。
- ウルトラマンレオ[24]、ウルトラセブン（第1話）[50]：二家本辰巳
- ウルトラマンレオ[50][24]：川口和則 （第1話前半）[注釈 42]
- アストラ：久須美護（第22・33・36・38・39・46話）
- ゾフィー：影信之介[126]（第38・39話）
- 初代ウルトラマン：増田英之[126]（第38・39話）
- 帰ってきたウルトラマン：那須野秀樹[126]（第38・39話）
- ウルトラマンA：影山みのる[126]（第38・39話）
- ウルトラマンキング：大阿久俊也[126]（第39話）
- 怪獣・宇宙人：上田克巳、浦上嘉久[127][128]、河合徹、山村哲夫 ほか

## スタッフ
- プロデューサー：円谷粲、熊谷健、橋本洋二（TBS）、熊谷国雄（TBS映画部）
- 脚本：田口成光、阿井文瓶、土門鉄郎、若槻文三、奥津啓二郎、石堂淑朗
- 監督：真船禎、深沢清澄、東條昭平、外山徹、筧正典、前田勲、山本正孝、大木淳、中川信夫、岡村精、山際永三
- 特撮監督：高野宏一、矢島信男、東條昭平、大木淳、吉村善之
- 音楽：冬木透
- 撮影（本編）：鈴木清、内山五郎
- 撮影（特撮）：君塚邦彦
- 照明（本編）：北沢保夫
- 照明（特撮）：伊藤裕二
- 美術（本編）：鈴木儀雄、菅野幸光
- 美術（特撮）：大沢哲三
- 記録（本編）：松丸春代、宮崎信恵
- 記録（特撮）：市原伊与子、島田はる、植村よし子
- 助監督（本編）：佐野和弘、安倍貞雄、宮坂清彦、笠倉隆
- 助監督（特撮）：吉村善之、松本清孝
- 制作主任（本編）：菊池満
- 制作主任（特撮）：小久保輝吉
- 機電：倉方茂雄
- 操演：平鍋功、上松盛明
- 殺陣：渡辺安章
- 合成作画：鯨井実
- 合成技術：宮重道久
- タイトル：デン・フィルム・エフェクト
- 効果：小森護雄
- 選曲：明田川進
- 録音：油家徹
- 編集：武田うめ
- 俳優デスク：葛井克亮
- 制作担当：高山篤
- 協力：テイネ・オリンピア、日本沿海フェリー、北海道放送、財団法人スポーツ会館、簡易保険東京青少年レクセンター、HONDA、美津濃スポーツ
- 製作：円谷プロダクション、TBS

## 放映リスト
- 放送系列：TBS系（腸捻転時代最後の作品なので、関西地区は朝日放送で放送[注釈 48]。なお、本作品の終了直後に毎日放送にネットチェンジしたため[注釈 49]、同局でのアニメも含めたウルトラシリーズの新作の放送は『ザ☆ウルトラマン』からとなる[注釈 50]。
- 各怪獣の詳細は「ウルトラマンレオの登場怪獣」を参照。なお、怪獣・宇宙人の別名、出演者の芸名などはオープニングのテロップ表記に準ずる。
- 視聴率はビデオリサーチ調べ（関東地区）[130]。

| 放送日         | 話数 | サブタイトル                                                      | 登場怪獣・宇宙人                                                                                       | 脚本       | 監督     | 特殊技術              | 視聴率 |
| -------------- | ---- | ----------------------------------------------------------------- | --- | ---------- | -------- | --------------------- | ------ |
| 1974年 4月12日 | 1    | セブンが死ぬ時！東京は沈没する！                                  | - マグマ星人 - レッドギラス - ブラックギラス - ウルトラセブン                                          | 田口成光   | 真船禎   | 高野宏一              | 17.6%  |
| 4月19日        | 2    | 大沈没！日本列島最後の日                                          | - マグマ星人 - レッドギラス - ブラックギラス - ウルトラセブン                                          | 田口成光   | 真船禎   | 高野宏一              | 16.5%  |
| 4月26日        | 3    | 涙よさよなら…                                                     | ツルク星人                                                                                             | 田口成光   | 深沢清澄 | （ノンクレジット）    | 14.6%  |
| 5月3日         | 4    | 男と男の誓い                                                      | ツルク星人                                                                                             | 田口成光   | 深沢清澄 | （ノンクレジット）    | 15.9%  |
| 5月10日        | 5    | 泣くな！ おまえは男の子                                           | カネドラス                                                                                             | 阿井文瓶   | 東條昭平 | （ノンクレジット）    | 13.8%  |
| 5月17日        | 6    | 男だ！ 燃えろ！                                                   | カーリー星人                                                                                           | 田口成光   | 東條昭平 | （ノンクレジット）    | 13.9%  |
| 5月24日        | 7    | 美しい男の意地                                                    | ケンドロス                                                                                             | 阿井文瓶   | 外山徹   | 矢島信男              | 12.3%  |
| 5月31日        | 8    | 必殺！ 怪獣仕掛人                                                 | ベキラ                                                                                                 | 阿井文瓶   | 外山徹   | 矢島信男              | 13.2%  |
| 6月7日         | 9    | 宇宙にかける友情の橋                                              | ギロ星獣                                                                                               | 土門鉄郎   | 深沢清澄 | 高野宏一              | 12.0%  |
| 6月14日        | 10   | かなしみのさすらい怪獣                                            | ロン                                                                                                   | 阿井文瓶   | 深沢清澄 | 高野宏一              | 13.5%  |
| 6月21日        | 11   | 泥まみれ男ひとり                                                  | ケットル星人                                                                                           | 田口成光   | 筧正典   | 矢島信男              | 13.8%  |
| 6月28日        | 12   | 冒険野郎が来た！                                                  | バンゴ                                                                                                 | 阿井文瓶   | 筧正典   | 矢島信男              | 13.5%  |
| 7月5日         | 13   | 大爆発！ 捨身の宇宙人ふたり                                       | バイブ星人                                                                                             | 田口成光   | 前田勲   | 東條昭平              | 13.4%  |
| 7月12日        | 14   | 必殺拳！ 嵐を呼ぶ少年                                             | アンタレス                                                                                             | 阿井文瓶   | 前田勲   | 東條昭平              | 11.2%  |
| 7月19日        | 15   | くらやみ殺法！ 闘魂の一撃                                         | フリップ星人                                                                                           | 田口成光   | 外山徹   | 大木淳                | 10.7%  |
| 7月26日        | 16   | 真夜中に消えた女                                                  | アトラー星人                                                                                           | 若槻文三   | 外山徹   | 大木淳                | 10.9%  |
| 8月2日         | 17   | 見よ！ ウルトラ怪奇シリーズ 狼男の花嫁                            | ウルフ星人                                                                                             | 田口成光   | 山本正孝 | 矢島信男              | 8.9%   |
| 8月9日         | 18   | 見よ！ ウルトラ怪奇シリーズ 吸血鬼！ こうもり少女                 | - バットン - 吸血こうもり少女                                                                          | 阿井文瓶   | 山本正孝 | 矢島信男              | 8.2%   |
| 8月16日        | 19   | 見よ！ ウルトラ怪奇シリーズ よみがえる半魚人                      | ボーズ星人                                                                                             | 田口成光   | 外山徹   | 東條昭平              | 6.6%   |
| 8月23日        | 20   | 見よ！ ウルトラ怪奇シリーズ ふしぎな子熊座の少年                  | - ドギュー - ボック                                                                                    | 阿井文瓶   | 外山徹   | 東條昭平              | -      |
| 8月30日        | 21   | 見よ！ ウルトラ怪奇シリーズ 北の果てに女神を見た！                | - ノースサタン - ニケの女神                                                                            | 田口成光   | 外山徹   | 東條昭平              | 7.9%   |
| 9月6日         | 22   | レオ兄弟対怪獣兄弟                                                | - ガロン - リットル - アストラ                                                                         | 田口成光   | 深沢清澄 | 高野宏一              | 12.0%  |
| 9月13日        | 23   | ベッドから落ちたいたずら星人                                      | - レンボラー - コロ星人                                                                                | 若槻文三   | 深沢清澄 | 高野宏一              | 11.8%  |
| 9月20日        | 24   | 美しいおとめ座の少女                                              | - ガメロット - ドドル - カロリン                                                                       | 奥津啓二郎 | 前田勲   | 矢島信男              | 11.8%  |
| 9月27日        | 25   | かぶと虫は宇宙の侵略者！                                          | - サタンビートル - クリーン星人                                                                        | 若槻文三   | 前田勲   | 矢島信男              | 13.6%  |
| 10月4日        | 26   | 日本名作民話シリーズ！ ウルトラマンキング対魔法使い 一寸法師より  | - プレッシャー - ウルトラマンキング                                                                    | 田口成光   | 大木淳   | 東條昭平              | 8.4%   |
| 10月11日       | 27   | 日本名作民話シリーズ！ 強いぞ！ 桃太郎！ 桃太郎より               | - オニオン - 惑星アップルのニワトリ                                                                    | 阿井文瓶   | 大木淳   | 東條昭平              | 8.9%   |
| 10月18日       | 28   | 日本名作民話シリーズ！ 帰ってきたひげ船長！ 浦島太郎より          | - キングパラダイ - パラダイ星人                                                                        | 若槻文三   | 山本正孝 | 矢島信男              | 9.5%   |
| 10月25日       | 29   | 日本名作民話シリーズ！ 運命の再会！ ダンとアンヌ 狐がくれた子より | ウリンガ（ウリー）                                                                                     | 阿井文瓶   | 山本正孝 | 矢島信男              | 10.3%  |
| 11月1日        | 30   | 日本名作民話シリーズ！ 怪獣の恩返し 鶴の恩返しより                | - マグマ星人 - ローラン                                                                                | 田口成光   | 筧正典   | - 高野宏一 - 吉村善之 | 10.6%  |
| 11月8日        | 31   | 日本名作民話シリーズ！ 地球を守る白い花 花咲か爺さんより          | - バーミン星人 - 白い花の精                                                                            | 奥津啓二郎 | 筧正典   | - 高野宏一 - 吉村善之 | 10.9%  |
| 11月15日       | 32   | 日本名作民話シリーズ！ さようならかぐや姫 竹取り物語より          | - キララ - 弥生（かぐや姫）                                                                            | 石堂淑朗   | 中川信夫 | 矢島信男              | 8.8%   |
| 11月22日       | 33   | レオ兄弟対宇宙悪霊星人                                            | - アクマニヤ星人 - 怪奇隕石アクマニヤ - アストラ                                                       | 若槻文三   | 中川信夫 | 矢島信男              | 11.0%  |
| 11月29日       | 34   | ウルトラ兄弟永遠の誓い                                            | - アシュラン - セブンガー - 帰ってきたウルトラマン                                                     | 阿井文瓶   | 前田勲   | 大木淳                | 10.4%  |
| 12月6日        | 35   | おいらは怪獣大将だ！                                              | タイショー                                                                                             | 田口成光   | 前田勲   | 大木淳                | 10.2%  |
| 12月13日       | 36   | 飛べ！ レオ兄弟 宇宙基地を救え！                                  | - アトランタ星人 - アストラ                                                                            | 田口成光   | 岡村精   | 吉村善之              | 9.0%   |
| 12月20日       | 37   | 怪奇！ 悪魔のすむ鏡                                               | - マザラス星人 - スペクター                                                                            | 田口成光   | 岡村精   | 吉村善之              | 8.7%   |
| 12月27日       | 38   | 決闘！レオ兄弟対ウルトラ兄弟                                      | - にせアストラ - ゾフィ - ウルトラマン - 帰ってきたウルトラマン - ウルトラマンA - ウルトラの父（回想） | 若槻文三   | 東條昭平 | 矢島信男              | 11.8%  |
| 1975年 1月3日  | 39   | レオ兄弟 ウルトラ兄弟 勝利の時                                    | - ババルウ星人(にせアストラ) - ウルトラの父 - ウルトラの母 - ウルトラマンキング - アストラ             | 田口成光   | 東條昭平 | 矢島信男              | 9.0%   |
| 1月10日        | 40   | 恐怖の円盤生物シリーズ！ MAC全滅！ 円盤は生物だった！             | - シルバーブルーメ - ブラックドーム                                                                    | 田口成光   | 深沢清澄 | 大木淳                | 11.1%  |
| 1月17日        | 41   | 恐怖の円盤生物シリーズ！ 悪魔の惑星から円盤生物が来た！           | - ブラックドーム - アブソーバ                                                                          | 田口成光   | 深沢清澄 | 大木淳                | 10.7%  |
| 1月24日        | 42   | 恐怖の円盤生物シリーズ！ レオが危い！暗殺者は円盤生物             | - アブソーバ - デモス                                                                                  | 阿井文瓶   | 前田勲   | 吉村善之              | 9.9%   |
| 1月31日        | 43   | 恐怖の円盤生物シリーズ！ 挑戦！ 吸血円盤の恐怖                    | - デモス - デモスQ                                                                                     | 若槻文三   | 前田勲   | 吉村善之              | 9.1%   |
| 2月7日         | 44   | 恐怖の円盤生物シリーズ！ 地獄から来た流れ星！                     | - ブラックガロン - ブリザード                                                                          | 田口成光   | 外山徹   | 矢島信男              | 9.5%   |
| 2月14日        | 45   | 恐怖の円盤生物シリーズ！ まぼろしの少女                           | - ブリザード - ハングラー                                                                              | 阿井文瓶   | 外山徹   | 矢島信男              | 10.5%  |
| 2月21日        | 46   | 恐怖の円盤生物シリーズ！ 戦うレオ兄弟！円盤生物の最後！           | - ハングラー - ブラックテリナ - アストラ                                                               | 田口成光   | 東條昭平 | 大木淳                | 8.3%   |
| 2月28日        | 47   | 恐怖の円盤生物シリーズ！ 悪魔の星くずを集める少女                 | - ブラックテリナ - テリナQ - サタンモア                                                                | 若槻文三   | 東條昭平 | 大木淳                | 9.1%   |
| 3月7日         | 48   | 恐怖の円盤生物シリーズ！ 大怪鳥円盤 日本列島を襲う！              | - サタンモア - リトルモア - ノーバ                                                                     | 若槻文三   | 山本正孝 | 吉村善之              | 10.0%  |
| 3月14日        | 49   | 恐怖の円盤生物シリーズ！ 死を呼ぶ赤い暗殺者！                     | ノーバ                                                                                                 | 阿井文瓶   | 山本正孝 | 吉村善之              | -      |
| 3月21日        | 50   | 恐怖の円盤生物シリーズ！ レオの命よ！ キングの奇跡！              | - ブニョ - ブラックエンド - ウルトラマンキング                                                         | 石堂淑朗   | 山際永三 | 矢島信男              | 7.2%   |
| 3月28日        | 51   | 恐怖の円盤生物シリーズ！ さようならレオ！太陽への出発             | - ブラックエンド - ウルトラセブン                                                                      | 田口成光   | 山際永三 | 矢島信男              | 8.3%   |

## 放送局
- TBS：金曜 19:00 - 19:30[注釈 54]
- 北海道放送：金曜 19:00 - 19:30[132]
- 青森テレビ：金曜 19:00 - 19:30[注釈 54][133]
- 岩手放送：金曜 18:00 - 18:30[134]
- 秋田放送：月曜 17:50 - 18:20[135]
- 山形放送：金曜 17:30 - 18:00[134]→ 金曜 17:00 - 17:30[136]
- 東北放送：金曜 19:00 - 19:30[注釈 54][137]
- 福島テレビ：金曜 19:00 - 19:30[注釈 54][137]
- 新潟放送：金曜 19:00 - 19:30[注釈 54][137]
- テレビ山梨：月曜 18:00 - 18:30[注釈 54][138]
- 静岡放送：金曜 19:00 - 19:30[注釈 54][133]
- 信越放送：火曜 17:15 - 17:45[139]
- 富山テレビ：月曜 - 金曜 18:00 - 18:30（1975年9月25日から1975年12月5日まで放送）[140]
- 北陸放送：火曜 18:00 - 18:30（1974年5月14日から1975年4月29日まで放送）[141]
- 福井放送：木曜 18:00 - 18:30（1974年5月9日から1975年4月24日まで放送）[142]
- 中部日本放送：金曜 19:00 - 19:30[注釈 54][143]
- 朝日放送：金曜 19:00 - 19:30[注釈 54]
- 山陽放送：金曜 19:00 - 19:30[注釈 54]
- 中国放送：金曜 19:00 - 19:30[注釈 54]
- 山陰放送：金曜 19:00 - 19:30[注釈 54]
- テレビ山口：金曜 19:00 - 19:30[注釈 54]
- テレビ高知：金曜 19:00 - 19:30[注釈 54]
- RKB毎日放送：金曜 19:00 - 19:30[注釈 54]
- 宮崎放送：木曜 18:00 - 18:30
- 琉球放送：金曜 19:00 - 19:30[注釈 54]

## 音楽
本作品は『帰ってきたウルトラマン』と同じく主演俳優が主題歌（前期のみ）と挿入歌を担当した作品である（ただしカバー版や放送当時のイベントでは、子門真人が歌っている）。曲調は、勇壮なアップテンポ調。第14話より主題歌が「戦え! ウルトラマンレオ」に変更されたが、変更後でも「ウルトラマンレオ」はインストゥメンタルが最終回まで使用されたほか、歌入りが第15・22・24話で使われている。また、次回予告の音楽は第13話までが「ウルトラマンレオ」の間奏部分、第14話以降は「ウルトラマンレオ」の歌入りが最終回まで使用された（歌詞の「獅子の瞳が輝いて〜」の部分から始まる）。
劇中の楽曲・BGMは、主題歌のインストゥメンタルの編曲も含め冬木透が担当している。劇伴担当としての冬木の登板は、ウルトラシリーズでは『ウルトラセブン』、『帰ってきたウルトラマン』、『ウルトラマンA』に次いで4度目。他のシリーズ作品には見られない重厚で悲壮感・緊迫感漂う楽曲が多く作られた。本作品では物語本編でダン＝セブンが活躍することもあり、随所に『ウルトラセブン』のオリジナルBGMの流用・再演奏曲や、本作品のテーマ曲と交錯した曲なども新たに作られた。それ以外にも、同じ冬木作曲の『ミラーマン』のBGMが流用されたこともある。
この他、MACが活躍する際のBGMはワンダバ入りテイク（いわゆる「ワンダバMAC」）も作られたが、劇中ではワンダバなしヴァージョンしか使用されなかった。使おうとしても、ワンダバの声がMAC戦闘機の効果音とぶつかるなどして使いにくかったからだという。番組終了後、「ワンダバMAC」のマスターテープは永らく行方不明になっていたが、1992年発売の「TSUBURAYA PRODUCTION HISTORY OF MUSIC」に収録するための音楽を選ぶ過程で、「タックの歌」と書かれたテープリールケースに入っているのが発見された。

### 主題歌
オープニング映像は前作『ウルトラマンタロウ』に続き、防衛チームの主要メカ発進シークエンスを用いたものとなっており、主題歌変更後とMAC壊滅後も最終回までほぼ同じものが使われた。メインタイトル映像では星の爆発とともにウルトラマンレオが現れた後、タイトルロゴが表示される。第5話以降ではメインタイトル部分に効果音が挿入されている。
「ウルトラマンレオ」（第1 - 13話）
- 作詞：阿久悠 / 作曲・編曲：川口真 / 歌：真夏竜、少年少女合唱団みずうみ（東京レコード）

オープニングでは第2コーラス（2番）の歌詞が採用された。タイトルコールは通常メインタイトル部分、サブタイトル部分（本曲のイントロ）双方に被せられるが、第1・2話は前者、3・4話は後者のみで5話以降は両方となっている。また、3話以降では通常よりピッチが若干上がっている。2006年に発売された単品DVDでは第4巻以降メニュー画面右上のDVDのマークを赤にすることで、14話以降もこの曲を聴くことができる。
第2 - 8・11・12・15・22・24話では挿入歌として、主に1番の歌詞が戦闘シーンなどに使用された。

「戦え！ ウルトラマンレオ」（第14 - 51話）
- 作詞：阿久悠 / 作曲・編曲：川口真 / 歌：ヒデ夕樹（テロップでは「平野英之」と表記）、少年少女合唱団みずうみ（東京レコード）

テレビサイズ版のピッチはフルサイズ版と比べて半音上がっている。
ミュージカル俳優の坂井成紀が子役時代（当時の芸名は「ナル」）の1975年にLP『人気テレビ・マンガ主題歌』（日本フォノグラム / フィリップス、FX-8103）でカヴァーした。
当初はこの曲が主題歌になる予定だったが、スタッフの意見によって一度は没となる。しかし、視聴率の関係などによって第14話以降はこの曲が主題歌として使われるようになった。
第14 - 21・25・26・28 - 34・39 - 43・45 - 51話では挿入歌として使用された。

### 挿入歌
「MACのマーチ」（第4話）
- 作詞：阿久悠 / 作曲・編曲：川口真 / 歌：真夏竜、少年少女合唱団みずうみ（東京レコード）

劇中での使用は1回だけだが、使われたテイクは真夏竜のボーカルがないものだった。

「星空のバラード」（第1、10、51話）
- 作詞：阿久悠 / 作曲・編曲：川口真 / 歌：真夏竜（東京レコード）

第10話の劇中でゲンが歌っている。最終話ではラストシーンに流れた。
※なお、以上の4曲とも子門真人によるカバー版が存在する。特に「ウルトラマンレオ」は、日本コロムビア、キャニオン・レコード、CBS・ソニー、ビクター音産の4社から発売されている。

### その他（音楽）
第15話では森山良子の「この広い野原いっぱい」、第23話ではフィンガー5の「学園天国」、第29話では都はるみの「好きになった人」、第34話では「帰ってきたウルトラマン」（外山浩爾のカヴァー・バージョン）、第37話ではカオル役の富永美子（冨永みーな）が自ら作詞した歌「大の字のうた」が使用されている。

## 他媒体展開

### 他テレビシリーズ
『ウルトラマンメビウス』
おゝとりゲン/ウルトラマンレオとアストラが登場。

### 映画
『ウルトラマンレオ レオ兄弟対怪獣兄弟』
1979年4月28日公開。『ウルトラ6兄弟VS怪獣軍団』東京や大阪地区の一部上映館のみで同時上映。テレビシリーズ同名タイトル第22話のブローアップ公開。
『ウルトラマンレオ かなしみのさすらい怪獣』
1979年7月21日公開。『ウルトラマン怪獣大決戦』の同時上映。テレビシリーズ同名タイトル第10話のブローアップ公開。
『大怪獣バトル ウルトラ銀河伝説 THE MOVIE』
ウルトラマンレオとアストラが登場。
『ウルトラマンゼロ THE MOVIE 超決戦!ベリアル銀河帝国』
『ウルトラマンサーガ』
ウルトラマンレオが登場。

### 帯番組
そろってファイト!ウルトラマンレオ体操
CS放送ファミリー劇場より2008年5月19日（毎週月 - 金曜 15:55 - 16:00）より放映された5分間の帯番組。ウルトラマンレオのファミリー劇場再放送にあわせて製作された。空手家の小林由佳とレオとアストラの3人で考えたウルトラマンレオ体操を、テーマ曲にあわせて幾つかのバージョンで体操する。2008年9月6日には特別公開収録「そろってファイト!ウルトラマンレオ体操 大集合スペシャル」が放映された。

### オリジナルDVD
『ウルトラ銀河伝説外伝 ウルトラマンゼロVSダークロプスゼロ』
ウルトラマンレオが登場。

### コミカライズ
- 「小学二年生」「小学三年生」誌上で内山まもるに執筆された。両誌では基本設定を共通としながらも展開は大きく異なっている。
  - 「小学二年生」誌上では放映番組よりも先行する形の内容だった。当初はツルクライダー隊などの独創的アイディアも盛り込まれた作品もいくつか登場し、「レオ、七つのぶきの巻」ではオリジナルの武器に混じって放送に先行する形でレオヌンチャクも登場している。そして終盤は、テレビ版と同様にシルバーブルーメにMAC基地が全滅させられるが、ダンとゲンは地球に逃げ延びる展開となっている。ダンは修復されたウルトラアイでセブンに変身するが、基地壊滅時に負ったケガで余命いくばくもないことを悟り、アイスラッガーをレオに託してMAC秘蔵のミサイルと共にシルバーブルーメに特攻をかけて命を落とす。
  - 「小学三年生」誌上では最後までオリジナルの展開が続けられ、終盤では円盤生物は登場せず、ウルトラ兄弟もレオとセブンを残して全滅（アストラも含めて）という展開になっていった[注釈 58]。
  - 両作ではマグマ星人が前半〜中盤までのライバル的役割を演じ、「小学二年生」ではババルウ星人が、「小学三年生」ではシャドウマン（正体は最初は謎だったが、ゾフィーの調査でナックル星人と判明）がそれぞれ後を引継ぐ形となっている（「小学二年生」版では原作同様に「ブラック司令官（ブラック指令の本作での呼称）」が最期の敵となっていた）。
  - 本作は同作者の『ザ・ウルトラマン』の単行本に一部話が併録され、その後2006年11月に「小学二年生」版全12話と「小学三年生」版全12話を一まとめにした形で、小学館からコンビニコミックとして刊行された。
- 「小学一年生」では一峰大二による漫画が1974年4月号から1975年3月号に連載された。
- 「小学生ブック」では馬場秀夫による漫画が連載されたが同誌休刊のため打ち切りとなった。

## 備考
- 本放送当時、TBSでは18時から『ウルトラセブン』の再放送を行っており、『セブン』の第49話（最終回）と本作品の第1話が同日に連続で放送された。
- 本作品の第40話で生死不明となったままだったダン＝セブンは、『ウルトラマンメビウス』のテレビシリーズのDVD封入の作品解説書「MEBIUS FILE」や劇場版のパンフレット上において、「ウルトラの母に救出されていた」ことが明記（新たに設定）された。2009年の舞台作品『ウルトラマンプレミアステージ3』では、ダンとゲンの再会が描かれている。
- 『コメットさん』（1978年）の第63話「ウルトラマンと怪獣アカゴン」にゲン＝レオが登場。ゲンが地球で生活しているなど、本作品の後日譚ともいうべき内容となっている。変身すれば地球から去らねばなるまいと知りつつも、怪獣化した少年を治すためにゲンがレオに変身し、心ならず去らなければならなくなった彼の姿を通して、同じ宇宙人のコメットにもやがて訪れる地球人との別れを描いていた。だが、『コメットさん』は国際放映制作であるため、本作品およびウルトラシリーズとは無関係である。
- 『キッズ・ウォー』第3シリーズで、真夏演じる津村信彦が大工からサンドイッチ屋に転職し、大沢校長（演：大和田伸也）から「大工さんからサンドイッチ屋に転身ですか」と話しかける場面があり、信彦が照れながら「華麗なる…転身!!」とレオの変身ポーズをとるシーンがある。
- 映画『太陽を盗んだ男』（1979年）で、主人公・城戸誠の部屋に置いてあるテレビに本作品の映像が映り、主題歌「戦え！ ウルトラマンレオ」が流れる場面がある[148]。
- 映画『メカゴジラの逆襲』（1975年）に登場するチタノザウルスは、レオのスーツアクター・二家本が担当していることもあり、劇中でレオの特徴である拳法の構えをするシーンがある。二家本は、同作品への出演は本作品の撮影中に怪獣役の河合徹から持ちかけられたという[149]。
  - 『メカゴジラの逆襲』には、本作品で松木晴子隊員を演じた藍とも子も出演している[125][95]。藍は、本作品の撮影後に同作品のオーディションへ向かうこととなり、MAC隊員服姿のまま撮影を行っていた東宝ビルトからオーディション会場の東宝撮影所へ走って行き、そのまま面接を受けたという[125][95]。
- 真夏は『ウルトラマンマックス』第33・34話で警察官役でゲスト出演。当初は予定になかったが、ファンが偶然持っていたレオリング（レプリカ）を指にはめての出演となった。ラストシーンでゲン＝レオを思わせる描写がある。
- 『決定! これが日本のベスト100』（テレビ朝日系列）の2002年9月8日放送分「あなたが選んだヒーローベスト100」の第100位にゾフィーがランクインした際、紹介映像として本作品の第38話が使用された。
- ウルトラマンワールドM78キャナルシティ博多店は、レオが名誉店長を務めている設定である[150]。
- 大阪（関西）地区ではウルトラマンレオをもって朝日放送がネットチェンジでTBSテレビから当時のNETテレビ（日本教育テレビ・現：テレビ朝日）の系列局となりウルトラシリーズの本放送は終了となっている。

## 映像ソフト化
- DVD（デジタルウルトラシリーズ）は2006年9月22日に第1 - 5巻、10月27日に第6 - 10巻、11月24日に第11 - 13巻が発売された。第10巻のみ3話収録で、ほかは4話収録。こちらのDVDには第4巻（第13話 - 第16話収録）以降メニュー画面上で旧主題歌・新主題歌を切り替えられる機能がついている（第13話は本放送時点ではまだ旧主題歌のためどちらで再生しても何の変化もなし）。2013年9月25日にバンダイビジュアルからCOMPLETE DVD-BOX発売。こちらでは主題歌切り替え機能が削除された。
- 2018年12月21日にBlu-ray BOXが発売された。発売前・発売後共にCMは教え子であるウルトラマンゼロがナレーションを担当している。